# Mistrovství světa ve fotbale 2014
Mistrovství světa ve fotbale 2014 bylo historicky 20. mistrovstvím pořádaným asociací FIFA. Závěrečný turnaj, kam se mužské fotbalové národní týmy probojovaly z kvalifikace, se konal od 12. června do 13. července 2014 v Brazílii.
Podruhé v historii se stala hostující zemí Brazílie, když první turnaj hostila v roce 1950. Volba dějiště proběhla v roce 2007 poté, co FIFA oznámila, že finálový turnaj bude – poprvé od roku 1978 a celkem popáté – probíhat v Jižní Americe. Osm čtyřčlenných základních skupin bylo rozehráno 12. června.
Mistrovství zahrnovalo 64 zápasů hraných ve 12 městech na nových či modernizovaných stadionech. Poprvé byla na této události použita technologie na brankovou čáru pro kontrolu uznání branky, stejně jako speciální mizící sprej při rozehrání volných kopů.
Na šampionát se kvalifikovaly všechny týmy, které mistrovství světa od roku 1930 vyhrály – Argentina, Brazílie, Anglie, Francie, Německo, Itálie, Španělsko a Uruguay. Obhájce titulu Španělsko v předcházejícím jihoafrickém finále v roce 2010 zdolalo Nizozemsko 1:0. Na brazilském šampionátu však nepostoupilo ze základní fáze. Na všech sedmi předchozích světových šampionátech, které se uskutečnily v Americe, se mistrem světa pokaždé stalo jihoamerické družstvo. Avšak poprvé v historii vyhrálo šampionát mužstvo z Evropy, kterým bylo Německo, když ve finále zdolalo Argentinu poměrem 1:0 po prodloužení.
Před mistrovstvím došlo k rozsáhlé rekonstrukci, nebo přímo ke zbourání a znovupostavení, mnoha stadionů napříč celou zemí, celkově stálo 11,6 miliardy dolarů. Mistrovství provázela řada kontroverzních situací. Demonstranti proti mistrovství a policisté se střetli téměř ve všech městech, které jej hostilo. Během stavebních prací na stadionech umírali dělníci, a o budoucnosti některých staveb panují pochybnosti.

## Kvalifikace
Závěrečného turnaje se zúčastnilo 32 národních týmů. O 31 míst se bojovalo v kvalifikaci a pouze Brazílie měla účast jako pořádající země zajištěnou předem. Hlavní los kvalifikace proběhl 30. července 2011 v Rio de Janeiru. Kvalifikace se konala od června 2011 do listopadu 2013.

### Seznam kvalifikovaných týmů
| Tým                 | Soupisky | Kvalifikován jako                           | Datum kvalifikace | Počet účastí | Poslední účast | Nejlepší umístění                       | Počet navazujících účastí |
| ------------------- | -------- | ------------------------------------------- | ----------------- | ------------ | -------------- | --------------------------------------- | ------------------------- |

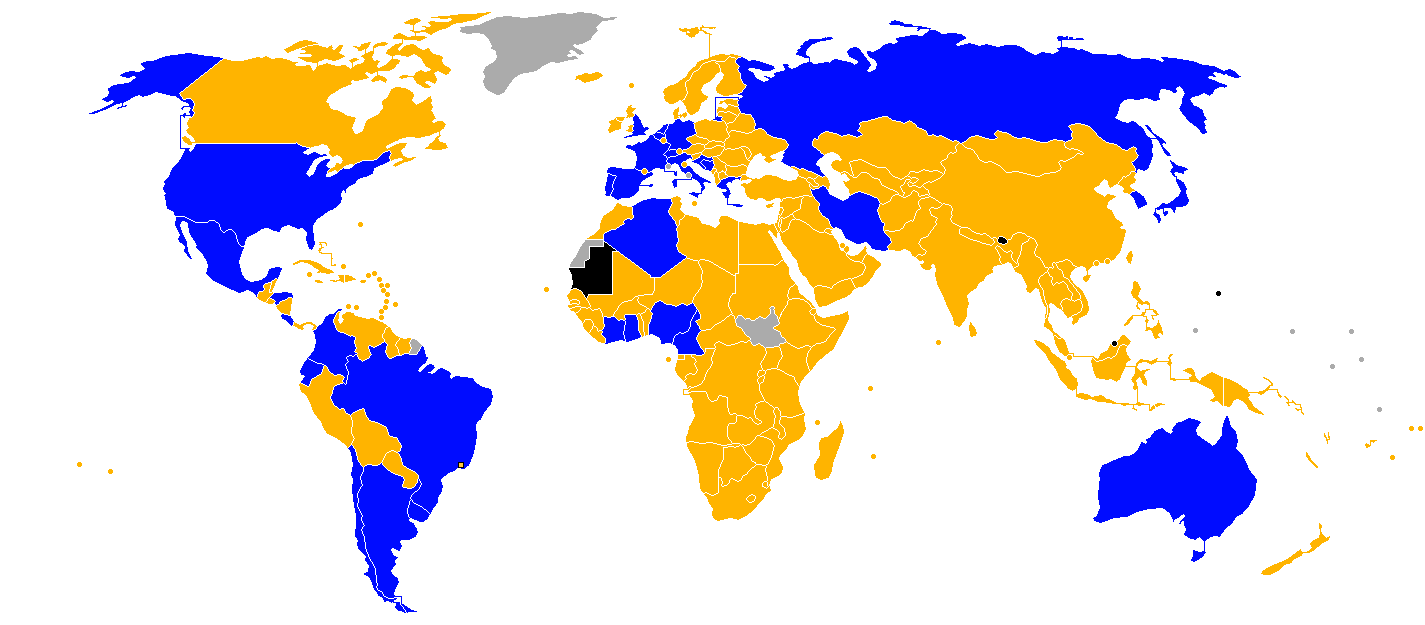
Kvalifikováni
Nekvalifikovali se
Neúčastnili se, ačkoliv jsou členem FIFA
Neúčastnili se, nebyli členem FIFA před startem kvalifikace

| Brazílie            | Soupiska | Hostitel                                    | 30. října 2007    | 20           | 2010           | Vítězové (1958, 1962, 1970, 1994, 2002) | 20                        |
| Japonsko            | Soupiska | 4. fáze AFC - vítěz skupiny B               | 4. června 2013    | 5            | 2010           | Osmifinále (2002, 2010)                 | 5                         |
| Austrálie           | Soupiska | 4. fáze AFC - druhý ze skupiny B            | 18. června 2013   | 4            | 2010           | Osmifinále (2006)                       | 3                         |
| Írán                | Soupiska | 4. fáze AFC - vítěz skupiny A               | 18. června 2013   | 4            | 2006           | Základní skupina (1978, 1998, 2006)     | 1                         |
| Jižní Korea         | Soupiska | 4. fáze AFC - druhý ze skupiny A            | 18. června 2013   | 9            | 2010           | 4. místo (2002)                         | 8                         |
| Nizozemsko          | Soupiska | vítěz skupiny D UEFA                        | 10. září 2013     | 10           | 2010           | 2. místo (1974, 1978, 2010)             | 3                         |
| Itálie              | Soupiska | vítěz skupiny B UEFA                        | 10. září 2013     | 18           | 2010           | Vítězové (1934, 1938, 1982, 2006)       | 14                        |
| USA                 | Soupiska | 1. místo třetí fáze CONCACAF                | 10. září 2013     | 10           | 2010           | 3. místo (1930)                         | 7                         |
| Kostarika           | Soupiska | 2. místo třetí fáze CONCACAF                | 10. září 2013     | 4            | 2006           | Osmifinále (1990)                       | 1                         |
| Argentina           | Soupiska | 1. místo CONMEBOL                           | 10. září 2013     | 16           | 2010           | Vítězové (1978, 1986)                   | 11                        |
| Belgie              | Soupiska | vítěz skupiny A UEFA                        | 11. října 2013    | 12           | 2002           | 4. místo (1986)                         | 1                         |
| Švýcarsko           | Soupiska | vítěz skupiny E UEFA                        | 11. října 2013    | 10           | 2010           | Čtvrtfinále (1934, 1938, 1954)          | 3                         |
| Německo             | Soupiska | vítěz skupiny C UEFA                        | 11. října 2013    | 18           | 2010           | Vítězové (1954, 1974, 1990)             | 16                        |
| Kolumbie            | Soupiska | 2. místo CONMEBOL                           | 11. října 2013    | 5            | 1998           | Osmifinále (1990)                       | 1                         |
| Rusko               | Soupiska | vítěz skupiny F UEFA                        | 15. října 2013    | 10           | 2002           | 4. místo (1966)                         | 1                         |
| Bosna a Hercegovina | Soupiska | vítěz skupiny G UEFA                        | 15. října 2013    | 1            | —              | —                                       | 1                         |
| Anglie              | Soupiska | vítěz skupiny H UEFA                        | 15. října 2013    | 14           | 2010           | Vítězové (1966)                         | 5                         |
| Španělsko           | Soupiska | vítěz skupiny I UEFA                        | 15. října 2013    | 13           | 2010           | Vítězové (2010)                         | 10                        |
| Chile               | Soupiska | 3. místo CONMEBOL                           | 15. října 2013    | 9            | 2010           | 3. místo (1962)                         | 2                         |
| Ekvádor             | Soupiska | 4. místo CONMEBOL                           | 15. října 2013    | 3            | 2006           | Osmifinále (2006)                       | 1                         |
| Honduras            | Soupiska | 3. místo třetí fáze CONCACAF                | 15. října 2013    | 3            | 2010           | Základní skupina (1982, 2010)           | 2                         |
| Nigérie             | Soupiska | vítěz baráže CAF                            | 16. 11. 2013      | 5            | 2010           | Osmifinále (1994, 1998)                 | 2                         |
| Pobřeží slonoviny   | Soupiska | vítěz baráže CAF                            | 16. 11. 2013      | 3            | 2010           | Základní skupina (2006, 2010)           | 3                         |
| Kamerun             | Soupiska | vítěz baráže CAF                            | 17. 11. 2013      | 7            | 2010           | Čtvrtfinále (1990)                      | 2                         |
| Ghana               | Soupiska | vítěz baráže CAF                            | 19. 11. 2013      | 3            | 2010           | Čtvrtfinále (2010)                      | 3                         |
| Alžírsko            | Soupiska | vítěz baráže CAF                            | 19. 11. 2013      | 4            | 2010           | Základní skupina (1982, 1986, 2010)     | 2                         |
| Řecko               | Soupiska | vítěz baráže UEFA                           | 19. 11. 2013      | 3            | 2010           | Základní skupina (1994, 2010)           | 2                         |
| Chorvatsko          | Soupiska | vítěz baráže UEFA                           | 19. 11. 2013      | 4            | 2006           | 3. místo (1998)                         | 1                         |
| Portugalsko         | Soupiska | vítěz baráže UEFA                           | 19. 11. 2013      | 6            | 2010           | 3. místo (1966)                         | 4                         |
| Francie             | Soupiska | vítěz baráže UEFA                           | 19. 11. 2013      | 14           | 2010           | Vítězové (1998)                         | 5                         |
| Mexiko              | Soupiska | vítěz mezikontinentální baráže CONCACAF/OFC | 20. 11. 2013      | 15           | 2010           | Čtvrtfinále (1970, 1986)                | 6                         |
| Uruguay             | Soupiska | vítěz mezikontinentální baráže AFC/CONMEBOL | 20. 11. 2013      | 12           | 2010           | Vítězové (1930, 1950)                   | 2                         |

## Stadiony
| Rio de Janeiro, RJ                    | Brasília, DF | São Paulo, SP | Fortaleza, CE                         |
| ------------------------------------- | --- | --- | ------------------------------------- |
| Estádio do Maracanã                   | Estádio Nacional | Arena de São Paulo                                                                                                   | Estádio Castelão                      |
| 22°54′43,8″ j. š., 43°13′48,59″ z. d. | 15°47′0,6″ j. š., 47°53′56,99″ z. d.                                                                                 | 23°32′43,91″ j. š., 46°28′24,14″ z. d.                                                                               | 3°48′26,16″ j. š., 38°31′20,93″ z. d. |
| Kapacita: 74 738 (zmodernizován)      | Kapacita: 69 432 (nový stadion)                                                                                      | Kapacita: 63 321 (nový stadion)                                                                                      | Kapacita: 60 348 (zmodernizován)      |
| Estádio do Maracanã                   | Estádio Nacional Mané Garrincha                                                                                      | Arena de São Paulo                                                                                                   | Estádio Castelão                      |
| Belo Horizonte, MG                    | Belo Horizonte Brasília Fortaleza Porto Alegre São Paulo Rio de Janeiro Salvador Natal Cuiabá Curitiba Manaus Recife | Belo Horizonte Brasília Fortaleza Porto Alegre São Paulo Rio de Janeiro Salvador Natal Cuiabá Curitiba Manaus Recife | Porto Alegre, RS                      |
| Estádio Mineirão                      | Belo Horizonte Brasília Fortaleza Porto Alegre São Paulo Rio de Janeiro Salvador Natal Cuiabá Curitiba Manaus Recife | Belo Horizonte Brasília Fortaleza Porto Alegre São Paulo Rio de Janeiro Salvador Natal Cuiabá Curitiba Manaus Recife | Estádio Beira-Rio                     |
| 19°51′57″ j. š., 43°58′15″ z. d.      | Belo Horizonte Brasília Fortaleza Porto Alegre São Paulo Rio de Janeiro Salvador Natal Cuiabá Curitiba Manaus Recife | Belo Horizonte Brasília Fortaleza Porto Alegre São Paulo Rio de Janeiro Salvador Natal Cuiabá Curitiba Manaus Recife | 30°3′56,21″ j. š., 51°14′9,91″ z. d.  |
| Kapacita: 58 259 (zmodernizován)      | Belo Horizonte Brasília Fortaleza Porto Alegre São Paulo Rio de Janeiro Salvador Natal Cuiabá Curitiba Manaus Recife | Belo Horizonte Brasília Fortaleza Porto Alegre São Paulo Rio de Janeiro Salvador Natal Cuiabá Curitiba Manaus Recife | Kapacita: 43 394 (zmodernizován)      |
|                                       | Belo Horizonte Brasília Fortaleza Porto Alegre São Paulo Rio de Janeiro Salvador Natal Cuiabá Curitiba Manaus Recife | Belo Horizonte Brasília Fortaleza Porto Alegre São Paulo Rio de Janeiro Salvador Natal Cuiabá Curitiba Manaus Recife | Estádio Beira-Rio                     |
| Salvador, BA                          | Belo Horizonte Brasília Fortaleza Porto Alegre São Paulo Rio de Janeiro Salvador Natal Cuiabá Curitiba Manaus Recife | Belo Horizonte Brasília Fortaleza Porto Alegre São Paulo Rio de Janeiro Salvador Natal Cuiabá Curitiba Manaus Recife | Recife, PE                            |
| Arena Fonte Nova                      | Belo Horizonte Brasília Fortaleza Porto Alegre São Paulo Rio de Janeiro Salvador Natal Cuiabá Curitiba Manaus Recife | Belo Horizonte Brasília Fortaleza Porto Alegre São Paulo Rio de Janeiro Salvador Natal Cuiabá Curitiba Manaus Recife | Arena Pernambuco                      |
| 12°58′43″ j. š., 38°30′15″ z. d.      | Belo Horizonte Brasília Fortaleza Porto Alegre São Paulo Rio de Janeiro Salvador Natal Cuiabá Curitiba Manaus Recife | Belo Horizonte Brasília Fortaleza Porto Alegre São Paulo Rio de Janeiro Salvador Natal Cuiabá Curitiba Manaus Recife | 8°2′24″ j. š., 35°0′29″ z. d.         |
| Kapacita: 51 708 (nový stadion)       | Belo Horizonte Brasília Fortaleza Porto Alegre São Paulo Rio de Janeiro Salvador Natal Cuiabá Curitiba Manaus Recife | Belo Horizonte Brasília Fortaleza Porto Alegre São Paulo Rio de Janeiro Salvador Natal Cuiabá Curitiba Manaus Recife | Kapacita: 42 583 (nový stadion)       |
| Arena Fonte Nova                      | Belo Horizonte Brasília Fortaleza Porto Alegre São Paulo Rio de Janeiro Salvador Natal Cuiabá Curitiba Manaus Recife | Belo Horizonte Brasília Fortaleza Porto Alegre São Paulo Rio de Janeiro Salvador Natal Cuiabá Curitiba Manaus Recife | Arena Pernambuco                      |
| Cuiabá, MT                            | Manaus, AM | Natal, RN | Curitiba, PR                          |
| Arena Pantanal                        | Arena da Amazônia | Arena das Dunas | Arena da Baixada                      |
| 15°36′11″ j. š., 56°7′14″ z. d.       | 3°4′59″ j. š., 60°1′41″ z. d.                                                                                        | 5°49′44,18″ j. š., 35°12′49,91″ z. d.                                                                                | 25°26′54″ j. š., 49°16′37″ z. d.      |
| Kapacita: 41 112 (nový stadion)       | Kapacita: 40 549 (nový stadion)                                                                                      | Kapacita: 39 971 (nový stadion)                                                                                      | Kapacita: 39 631 (zmodernizován)      |
| Arena Pantanal                        | Arena Amazônia | Arena das Dunas | Arena da Baixada                      |

## Zápasy
Los základních skupin proběhl 6. prosince 2013.
Všechny časy zápasů jsou v SELČ.
| Legenda                                                  |
| -------------------------------------------------------- |
| Vítěz skupiny a druhý v pořadí postupující do osmifinále |

### Skupina A
| Tým        | Z | V | R | P | VG | IG | +/− | B |
| ---------- | - | - | - | - | -- | -- | --- | - |
| Brazílie   | 3 | 2 | 1 | 0 | 7  | 2  | +5  | 7 |
| Mexiko     | 3 | 2 | 1 | 0 | 4  | 1  | +3  | 7 |
| Chorvatsko | 3 | 1 | 0 | 2 | 6  | 6  | 0   | 3 |
| Kamerun    | 3 | 0 | 0 | 3 | 1  | 9  | −8  | 0 |

| 12. června 2014 22:00              |        |                   |                                                                       |
| Brazílie                           | 3 : 1  | Chorvatsko        | Arena de São Paulo, São Paulo diváci: 62 103 rozhodčí: Júiči Nišimura |
| Neymar 29', 71' (pen.) Oscar 90+1' | Zpráva | Marcelo 11' (vl.) | Arena de São Paulo, São Paulo diváci: 62 103 rozhodčí: Júiči Nišimura |

| 13. června 2014 18:00 |        |         |                                                               |
| Mexiko                | 1 : 0  | Kamerun | Arena das Dunas, Natal diváci: 39 216 rozhodčí: Wilmar Roldán |
| Peralta 61'           | Zpráva |         | Arena das Dunas, Natal diváci: 39 216 rozhodčí: Wilmar Roldán |

| 17. června 2014 21:00 |        |        |                                                                   |
| Brazílie              | 0 : 0  | Mexiko | Estádio Castelão, Fortaleza diváci: 60 342 rozhodčí: Cüneyt Çakır |
|                       | Zpráva |        | Estádio Castelão, Fortaleza diváci: 60 342 rozhodčí: Cüneyt Çakır |

| 18. června 2014 24:00 |        |                                         |                                                                  |
| Kamerun               | 0 : 4  | Chorvatsko                              | Arena da Amazônia, Manaus diváci: 39 982 rozhodčí: Pedro Proença |
|                       | Zpráva | Olić 11' Perišić 48' Mandžukić 61', 73' | Arena da Amazônia, Manaus diváci: 39 982 rozhodčí: Pedro Proença |

| 23. června 2014 22:00 |        |                                          |                                                                                   |
| Kamerun               | 1 : 4  | Brazílie                                 | Estádio Nacional Mané Garrincha, Brasília diváci: 69 112 rozhodčí: Jonas Eriksson |
| Matip 26'             | Zpráva | Neymar 17', 35' Fred 49' Fernandinho 84' | Estádio Nacional Mané Garrincha, Brasília diváci: 69 112 rozhodčí: Jonas Eriksson |

| 23. června 2014 22:00 |        |                                        |                                                                  |
| Chorvatsko            | 1 : 3  | Mexiko                                 | Arena Pernambuco, Recife diváci: 41 212 rozhodčí: Ravšan Irmatov |
| Perišić 87'           | Zpráva | Márquez 72' Guardado 75' Hernández 82' | Arena Pernambuco, Recife diváci: 41 212 rozhodčí: Ravšan Irmatov |

### Skupina B
| Tým        | Z | V | R | P | VG | IG | +/− | B |
| ---------- | - | - | - | - | -- | -- | --- | - |
| Nizozemsko | 3 | 3 | 0 | 0 | 10 | 3  | +7  | 9 |
| Chile      | 3 | 2 | 0 | 1 | 5  | 3  | +2  | 6 |
| Španělsko  | 3 | 1 | 0 | 2 | 4  | 7  | −3  | 3 |
| Austrálie  | 3 | 0 | 0 | 3 | 3  | 9  | −6  | 0 |

| 13. června 2014 21:00 |        |                                                 |                                                                    |
| Španělsko             | 1 : 5  | Nizozemsko                                      | Arena Fonte Nova, Salvador diváci: 48 173 rozhodčí: Nicola Rizzoli |
| Alonso 27' (pen.)     | Zpráva | van Persie 44', 72' Robben 53', 80' de Vrij 64' | Arena Fonte Nova, Salvador diváci: 48 173 rozhodčí: Nicola Rizzoli |

| 13. června 2014 24:00                     |        |            |                                                                 |
| Chile                                     | 3 : 1  | Austrálie  | Arena Pantanal, Cuiabá diváci: 40 275 rozhodčí: Noumandiez Doué |
| Sánchez 12' Valdivia 14' Beausejour 90+2' | Zpráva | Cahill 35' | Arena Pantanal, Cuiabá diváci: 40 275 rozhodčí: Noumandiez Doué |

| 18. června 2014 18:00         |        |                                     |                                                                          |
| Austrálie                     | 2 : 3  | Nizozemsko                          | Estádio Beira-Rio, Porto Alegre diváci: 42 877 rozhodčí: Djamel Haimoudi |
| Cahill 21' Jedinak 54' (pen.) | Zpráva | Robben 20' Van Persie 58' Depay 68' | Estádio Beira-Rio, Porto Alegre diváci: 42 877 rozhodčí: Djamel Haimoudi |

| 18. června 2014 21:00 |        |                         |                                                                          |
| Španělsko             | 0 : 2  | Chile                   | Estádio do Maracanã, Rio de Janeiro diváci: 74 101 rozhodčí: Mark Geiger |
|                       | Zpráva | Vargas 19' Aránguiz 43' | Estádio do Maracanã, Rio de Janeiro diváci: 74 101 rozhodčí: Mark Geiger |

| 23. června 2014 18:00 |        |                               |                                                                     |
| Austrálie             | 0 : 3  | Španělsko                     | Arena da Baixada, Curitiba diváci: 39 375 rozhodčí: Nawaf Shukralla |
|                       | Zpráva | Villa 36' Torres 69' Mata 82' | Arena da Baixada, Curitiba diváci: 39 375 rozhodčí: Nawaf Shukralla |

| 23. června 2014 18:00 |        |       |                                                                       |
| Nizozemsko            | 2 : 0  | Chile | Arena de São Paulo, São Paulo diváci: 62 996 rozhodčí: Bakary Gassama |
| Depay 77' Fer 90+2'   | Zpráva |       | Arena de São Paulo, São Paulo diváci: 62 996 rozhodčí: Bakary Gassama |

### Skupina C
| Tým               | Z | V | R | P | VG | IG | +/− | B |
| ----------------- | - | - | - | - | -- | -- | --- | - |
| Kolumbie          | 3 | 3 | 0 | 0 | 9  | 2  | +7  | 9 |
| Řecko             | 3 | 1 | 1 | 1 | 2  | 4  | −2  | 4 |
| Pobřeží slonoviny | 3 | 1 | 0 | 2 | 4  | 5  | −1  | 3 |
| Japonsko          | 3 | 0 | 1 | 2 | 2  | 6  | −4  | 1 |

| 14. června 2014 18:00                   |        |       |                                                                       |
| Kolumbie                                | 3 : 0  | Řecko | Estádio Mineirão, Belo Horizonte diváci: 57 174 rozhodčí: Mark Geiger |
| Armero 5' Gutiérrez 58' Rodríguez 90+3' | Zpráva |       | Estádio Mineirão, Belo Horizonte diváci: 57 174 rozhodčí: Mark Geiger |

| 15. června 2014 3:00      |        |           |                                                                 |
| Pobřeží slonoviny         | 2 : 1  | Japonsko  | Arena Pernambuco, Recife diváci: 40 267 rozhodčí: Enrique Osses |
| Wilfried 64' Gervinho 66' | Zpráva | Honda 16' | Arena Pernambuco, Recife diváci: 40 267 rozhodčí: Enrique Osses |

| 19. června 2014 18:00      |        |                   |                                                                                |
| Kolumbie                   | 2 : 1  | Pobřeží slonoviny | Estádio Nacional Mané Garrincha, Brasília diváci: 68 748 rozhodčí: Howard Webb |
| Rodríguez 64' Quintero 70' | Zpráva | Gervinho 73'      | Estádio Nacional Mané Garrincha, Brasília diváci: 68 748 rozhodčí: Howard Webb |

| 19. června 2014 24:00 |        |       |                                                              |
| Japonsko              | 0 : 0  | Řecko | Arena das Dunas, Natal diváci: 39 485 rozhodčí: Joel Aguilar |
|                       | Zpráva |       | Arena das Dunas, Natal diváci: 39 485 rozhodčí: Joel Aguilar |

| 24. června 2014 22:00 |        |                                                     |                                                               |
| Japonsko              | 1 : 4  | Kolumbie                                            | Arena Pantanal, Cuiabá diváci: 40 340 rozhodčí: Pedro Proença |
| Okazaki 45+1'         | Zpráva | Cuadrado 17' (pen.) Martínez 55', 82' Rodríguez 90' | Arena Pantanal, Cuiabá diváci: 40 340 rozhodčí: Pedro Proença |

| 24. června 2014 22:00            |        |                   |                                                                  |
| Řecko                            | 2 : 1  | Pobřeží slonoviny | Estádio Castelão, Fortaleza diváci: 59 095 rozhodčí: Carlos Vera |
| Samaris 42' Samaras 90+3' (pen.) | Zpráva | Bony 74'          | Estádio Castelão, Fortaleza diváci: 59 095 rozhodčí: Carlos Vera |

### Skupina D
| Tým       | Z | V | R | P | VG | IG | +/− | B |
| --------- | - | - | - | - | -- | -- | --- | - |
| Kostarika | 3 | 2 | 1 | 0 | 4  | 1  | +3  | 7 |
| Uruguay   | 3 | 2 | 0 | 1 | 4  | 4  | 0   | 6 |
| Itálie    | 3 | 1 | 0 | 2 | 2  | 3  | −1  | 3 |
| Anglie    | 3 | 0 | 1 | 2 | 2  | 4  | −2  | 1 |

| 14. června 2014 21:00 |        |                                   |                                                                  |
| Uruguay               | 1 : 3  | Kostarika                         | Estádio Castelão, Fortaleza diváci: 58 579 rozhodčí: Felix Brych |
| Cavani 24' (pen.)     | Zpráva | Campbell 54' Duarte 57' Ureña 84' | Estádio Castelão, Fortaleza diváci: 58 579 rozhodčí: Felix Brych |

| 14. června 2014 22:00 |        |                             |                                                                  |
| Anglie                | 1 : 2  | Itálie                      | Arena da Amazônia, Manaus diváci: 39 800 rozhodčí: Bjorn Kuipers |
| Sturridge 37'         | Zpráva | Marchisio 35' Balotelli 50' | Arena da Amazônia, Manaus diváci: 39 800 rozhodčí: Bjorn Kuipers |

| 19. června 2014 21:00 |        |            |                                                                                |
| Uruguay               | 2 : 1  | Anglie     | Arena de São Paulo, São Paulo diváci: 62 575 rozhodčí: Carlos Velasco Carballo |
| Suárez 39', 85'       | Zpráva | Rooney 75' | Arena de São Paulo, São Paulo diváci: 62 575 rozhodčí: Carlos Velasco Carballo |

| 20. června 2014 18:00 |        |           |                                                                 |
| Itálie                | 0 : 1  | Kostarika | Arena Pernambuco, Recife diváci: 40 285 rozhodčí: Enrique Osses |
|                       | Zpráva | Ruiz 44'  | Arena Pernambuco, Recife diváci: 40 285 rozhodčí: Enrique Osses |

| 24. června 2014 18:00 |        |           |                                                                 |
| Itálie                | 0 : 1  | Uruguay   | Arena das Dunas, Natal diváci: 39 706 rozhodčí: Marco Rodríguez |
|                       | Zpráva | Godín 81' | Arena das Dunas, Natal diváci: 39 706 rozhodčí: Marco Rodríguez |

| 24. června 2014 18:00 |        |        |                                                                           |
| Kostarika             | 0 : 0  | Anglie | Estádio Mineirão, Belo Horizonte diváci: 57 823 rozhodčí: Djamel Haimoudi |
|                       | Zpráva |        | Estádio Mineirão, Belo Horizonte diváci: 57 823 rozhodčí: Djamel Haimoudi |

### Skupina E
| Tým       | Z | V | R | P | VG | IG | +/− | B |
| --------- | - | - | - | - | -- | -- | --- | - |
| Francie   | 3 | 2 | 1 | 0 | 8  | 2  | +6  | 7 |
| Švýcarsko | 3 | 2 | 0 | 1 | 7  | 6  | +1  | 6 |
| Ekvádor   | 3 | 1 | 1 | 1 | 3  | 3  | 0   | 4 |
| Honduras  | 3 | 0 | 0 | 3 | 1  | 8  | −7  | 0 |

| 15. června 2014 18:00       |        |                 |                                                                                   |
| Švýcarsko                   | 2 : 1  | Ekvádor         | Estádio Nacional Mané Garrincha, Brasília diváci: 68 351 rozhodčí: Ravšan Irmatov |
| Mehmedi 48' Seferović 90+3' | Zpráva | E. Valencia 22' | Estádio Nacional Mané Garrincha, Brasília diváci: 68 351 rozhodčí: Ravšan Irmatov |

| 15. června 2014 21:00                        |        |          |                                                                       |
| Francie                                      | 3 : 0  | Honduras | Estádio Beira-Rio, Porto Alegre diváci: 43 012 rozhodčí: Sandro Ricci |
| Benzema 45' (pen.), 72' Valladares 48' (vl.) | Zpráva |          | Estádio Beira-Rio, Porto Alegre diváci: 43 012 rozhodčí: Sandro Ricci |

| 20. června 2014 21:00  |        |                                                             |                                                                   |
| Švýcarsko              | 2 : 5  | Francie                                                     | Arena Fonte Nova, Salvador diváci: 51 003 rozhodčí: Björn Kuipers |
| Džemaili 81' Xhaka 87' | Zpráva | Giroud 17' Matuidi 18' Valbuena 40' Benzema 67' Sissoko 73' | Arena Fonte Nova, Salvador diváci: 51 003 rozhodčí: Björn Kuipers |

| 20. června 2014 24:00 |        |                      |                                                                  |
| Honduras              | 1 : 2  | Ekvádor              | Arena da Baixada, Curitiba diváci: 39 224 rozhodčí: Ben Williams |
| Costly 31'            | Zpráva | E. Valencia 34', 65' | Arena da Baixada, Curitiba diváci: 39 224 rozhodčí: Ben Williams |

| 25. června 2014 22:00 |        |                      |                                                                  |
| Honduras              | 0 : 3  | Švýcarsko            | Arena da Amazônia, Manaus diváci: 40 322 rozhodčí: Néstor Pitana |
|                       | Zpráva | Shaqiri 6', 31', 71' | Arena da Amazônia, Manaus diváci: 40 322 rozhodčí: Néstor Pitana |

| 25. června 2014 22:00 |        |         |                                                                              |
| Ekvádor               | 0 : 0  | Francie | Estádio do Maracanã, Rio de Janeiro diváci: 73 749 rozhodčí: Noumandiez Doué |
|                       | Zpráva |         | Estádio do Maracanã, Rio de Janeiro diváci: 73 749 rozhodčí: Noumandiez Doué |

### Skupina F
| Tým                 | Z | V | R | P | VG | IG | +/− | B |
| ------------------- | - | - | - | - | -- | -- | --- | - |
| Argentina           | 3 | 3 | 0 | 0 | 6  | 3  | +3  | 9 |
| Nigérie             | 3 | 1 | 1 | 1 | 3  | 3  | 0   | 4 |
| Bosna a Hercegovina | 3 | 1 | 0 | 2 | 4  | 4  | 0   | 3 |
| Írán                | 3 | 0 | 1 | 2 | 1  | 4  | −3  | 1 |

| 15. června 2014 24:00        |        |                     |                                                                           |
| Argentina                    | 2 : 1  | Bosna a Hercegovina | Estádio do Maracanã, Rio de Janeiro diváci: 74 738 rozhodčí: Joel Aguilar |
| Kolašinac 3' (vl.) Messi 65' | Zpráva | Ibišević 85'        | Estádio do Maracanã, Rio de Janeiro diváci: 74 738 rozhodčí: Joel Aguilar |

| 16. června 2014 21:00 |        |         |                                                                 |
| Írán                  | 0 : 0  | Nigérie | Arena da Baixada, Curitiba diváci: 39 081 rozhodčí: Carlos Vera |
|                       | Zpráva |         | Arena da Baixada, Curitiba diváci: 39 081 rozhodčí: Carlos Vera |

| 21. června 2014 18:00 |        |      |                                                                         |
| Argentina             | 1 : 0  | Írán | Estádio Mineirão, Belo Horizonte diváci: 57 698 rozhodčí: Milorad Mažić |
| Messi 90+1'           | Zpráva |      | Estádio Mineirão, Belo Horizonte diváci: 57 698 rozhodčí: Milorad Mažić |

| 21. června 2014 24:00 |        |                     |                                                               |
| Nigérie               | 1 : 0  | Bosna a Hercegovina | Arena Pantanal, Cuiabá diváci: 40 499 rozhodčí: Peter O'Leary |
| Odemwingie 29'        | Zpráva |                     | Arena Pantanal, Cuiabá diváci: 40 499 rozhodčí: Peter O'Leary |

| 25. června 2014 18:00 |        |                          |                                                                         |
| Nigérie               | 2 : 3  | Argentina                | Estádio Beira-Rio, Porto Alegre diváci: 43 285 rozhodčí: Nicola Rizzoli |
| Musa 4', 47'          | Zpráva | Messi 3', 45+1' Rojo 50' | Estádio Beira-Rio, Porto Alegre diváci: 43 285 rozhodčí: Nicola Rizzoli |

| 25. června 2014 18:00              |        |                  |                                                                             |
| Bosna a Hercegovina                | 3 : 1  | Írán             | Arena Fonte Nova, Salvador diváci: 48 011 rozhodčí: Carlos Velasco Carballo |
| Džeko 23' Pjanić 59' Vršajević 83' | Zpráva | Ghúčanedžhád 82' | Arena Fonte Nova, Salvador diváci: 48 011 rozhodčí: Carlos Velasco Carballo |

### Skupina G
| Tým         | Z | V | R | P | VG | IG | +/− | B |
| ----------- | - | - | - | - | -- | -- | --- | - |
| Německo     | 3 | 2 | 1 | 0 | 7  | 2  | +5  | 7 |
| USA         | 3 | 1 | 1 | 1 | 4  | 4  | 0   | 4 |
| Portugalsko | 3 | 1 | 1 | 1 | 4  | 7  | −3  | 4 |
| Ghana       | 3 | 0 | 1 | 2 | 4  | 6  | −2  | 1 |

| 16. června 2014 18:00                   |        |             |                                                                   |
| Německo                                 | 4 : 0  | Portugalsko | Arena Fonte Nova, Salvador diváci: 51 080 rozhodčí: Milorad Mazič |
| Müller 12' (pen.), 45', 78' Hummels 32' | Zpráva |             | Arena Fonte Nova, Salvador diváci: 51 080 rozhodčí: Milorad Mazič |

| 16. června 2014 24:00 |        |                       |                                                                |
| Ghana                 | 1 : 2  | USA                   | Arena das Dunas, Natal diváci: 39 760 rozhodčí: Jonas Eriksson |
| A. Ayew 82'           | Zpráva | Dempsey 1' Brooks 86' | Arena das Dunas, Natal diváci: 39 760 rozhodčí: Jonas Eriksson |

| 21. června 2014 21:00 |        |                      |                                                                   |
| Německo               | 2 : 2  | Ghana                | Estádio Castelão, Fortaleza diváci: 59 621 rozhodčí: Sandro Ricci |
| Götze 51' Klose 71'   | Zpráva | A. Ayew 54' Gyan 63' | Estádio Castelão, Fortaleza diváci: 59 621 rozhodčí: Sandro Ricci |

| 22. června 2014 24:00 |        |                      |                                                                  |
| USA                   | 2 : 2  | Portugalsko          | Arena da Amazônia, Manaus diváci: 40 123 rozhodčí: Néstor Pitana |
| Jones 64' Dempsey 81' | Zpráva | Nani 5' Varela 90+5' | Arena da Amazônia, Manaus diváci: 40 123 rozhodčí: Néstor Pitana |

| 26. června 2014 18:00 |        |            |                                                                  |
| USA                   | 0 : 1  | Německo    | Arena Pernambuco, Recife diváci: 41 876 rozhodčí: Ravšan Irmatov |
|                       | Zpráva | Müller 55' | Arena Pernambuco, Recife diváci: 41 876 rozhodčí: Ravšan Irmatov |

| 26. června 2014 18:00      |        |          |                                                                                    |
| Portugalsko                | 2 : 1  | Ghana    | Estádio Nacional Mané Garrincha, Brasília diváci: 67 540 rozhodčí: Nawaf Shukralla |
| Boye 31' (vl.) Ronaldo 80' | Zpráva | Gyan 57' | Estádio Nacional Mané Garrincha, Brasília diváci: 67 540 rozhodčí: Nawaf Shukralla |

### Skupina H
| Tým         | Z | V | R | P | VG | IG | +/− | B |
| ----------- | - | - | - | - | -- | -- | --- | - |
| Belgie      | 3 | 3 | 0 | 0 | 4  | 1  | +3  | 9 |
| Alžírsko    | 3 | 1 | 1 | 1 | 6  | 5  | +1  | 4 |
| Rusko       | 3 | 0 | 2 | 1 | 2  | 3  | −1  | 2 |
| Jižní Korea | 3 | 0 | 1 | 2 | 3  | 6  | −3  | 1 |

| 17. června 2014 18:00    |        |                    |                                                                                   |
| Belgie                   | 2 : 1  | Alžírsko           | Estádio Mineirão, Belo Horizonte diváci: 56 800 rozhodčí: Marco Antonio Rodríguez |
| Fellaini 70' Mertens 80' | Zpráva | Fighúlí 25' (pen.) | Estádio Mineirão, Belo Horizonte diváci: 56 800 rozhodčí: Marco Antonio Rodríguez |

| 17. června 2014 24:00 |        |               |                                                               |
| Rusko                 | 1 : 1  | Jižní Korea   | Arena Pantanal, Cuiabá diváci: 37 603 rozhodčí: Néstor Pitana |
| Keržakov 74'          | Zpráva | I Kjun-ho 68' | Arena Pantanal, Cuiabá diváci: 37 603 rozhodčí: Néstor Pitana |

| 22. června 2014 18:00 |        |       |                                                                          |
| Belgie                | 1 : 0  | Rusko | Estádio do Maracanã, Rio de Janeiro diváci: 73 819 rozhodčí: Felix Brych |
| Origi 88'             | Zpráva |       | Estádio do Maracanã, Rio de Janeiro diváci: 73 819 rozhodčí: Felix Brych |

| 22. června 2014 21:00            |        |                                              |                                                                        |
| Jižní Korea                      | 2 : 4  | Alžírsko                                     | Estádio Beira-Rio, Porto Alegre diváci: 42 732 rozhodčí: Wilmar Roldán |
| Son Hung-min 50' Ku Ča-čchol 72' | Zpráva | Slimaní 26' Hallíš 28' Džabú 38' Brahímí 62' | Estádio Beira-Rio, Porto Alegre diváci: 42 732 rozhodčí: Wilmar Roldán |

| 26. června 2014 22:00 |        |                |                                                                     |
| Jižní Korea           | 0 : 1  | Belgie         | Arena de São Paulo, São Paulo diváci: 61 397 rozhodčí: Ben Williams |
|                       | Zpráva | Vertonghen 78' | Arena de São Paulo, São Paulo diváci: 61 397 rozhodčí: Ben Williams |

| 26. června 2014 22:00 |        |            |                                                                  |
| Alžírsko              | 1 : 1  | Rusko      | Arena da Baixada, Curitiba diváci: 39 311 rozhodčí: Cüneyt Çakır |
| Slimaní 60'           | Zpráva | Kokorin 6' | Arena da Baixada, Curitiba diváci: 39 311 rozhodčí: Cüneyt Çakır |

### Pavouk
|  | Osmifinále                  | Osmifinále                   |                               |       | Čtvrtfinále   | Čtvrtfinále   |                         |                         | Semifinále | Semifinále |  |  | Finále | Finále |
|  |                             |                              |                               |       |               |               |                         |                         |            |            |  |  |        |        |
|  | 28. června – Belo Horizonte |                              |                               |       |               |               |                         |                         |            |            |  |  |        |        |
|  |                             |                              |                               |       |               |               |                         |                         |            |            |  |  |        |        |
|  | Brazílie (pen.)             | 1 (3)                        |                               |       |               |               |                         |                         |            |            |  |  |        |        |
|  | Brazílie (pen.)             | 1 (3)                        | 4. července – Fortaleza       |       |               |               |                         |                         |            |            |  |  |        |        |
|  | Chile                       | 1 (2)                        |                               |       |               |               |                         |                         |            |            |  |  |        |        |
|  | Chile                       | 1 (2)                        | Brazílie                      | 2     |               |               |                         |                         |            |            |  |  |        |        |
|  | 28. června – Rio de Janeiro |                              | Brazílie                      | 2     |               |               |                         |                         |            |            |  |  |        |        |
|  |                             | Kolumbie                     | 1                             |       |               |               |                         |                         |            |            |  |  |        |        |
|  | Kolumbie                    | Kolumbie                     | 1                             | 2     |               |               |                         |                         |            |            |  |  |        |        |
|  | Kolumbie                    |                              | 8. července – Belo Horizonte  | 2     |               |               |                         |                         |            |            |  |  |        |        |
|  | Uruguay                     | 0                            |                               |       |               |               |                         |                         |            |            |  |  |        |        |
|  | Uruguay                     | 0                            | Brazílie                      | 1     |               |               |                         |                         |            |            |  |  |        |        |
|  | 30. června – Brasília       |                              | Brazílie                      | 1     |               |               |                         |                         |            |            |  |  |        |        |
|  |                             | Německo                      | 7                             |       |               |               |                         |                         |            |            |  |  |        |        |
|  | Francie                     | Německo                      | 7                             | 2     |               |               |                         |                         |            |            |  |  |        |        |
|  | Francie                     | 4. července – Rio de Janeiro |                               | 2     |               |               |                         |                         |            |            |  |  |        |        |
|  | Nigérie                     | 0                            |                               |       |               |               |                         |                         |            |            |  |  |        |        |
|  | Nigérie                     | 0                            | Francie                       | 0     |               |               |                         |                         |            |            |  |  |        |        |
|  | 30. června – Porto Alegre   |                              | Francie                       | 0     |               |               |                         |                         |            |            |  |  |        |        |
|  |                             | Německo                      | 1                             |       |               |               |                         |                         |            |            |  |  |        |        |
|  | Německo (prod.)             | Německo                      | 1                             | 2     |               |               |                         |                         |            |            |  |  |        |        |
|  | Německo (prod.)             |                              | 13. července – Rio de Janeiro | 2     |               |               |                         |                         |            |            |  |  |        |        |
|  | Alžírsko                    | 1                            |                               |       |               |               |                         |                         |            |            |  |  |        |        |
|  | Alžírsko                    | 1                            | Německo (prod.)               | 1     |               |               |                         |                         |            |            |  |  |        |        |
|  | 29. června – Fortaleza      |                              | Německo (prod.)               | 1     |               |               |                         |                         |            |            |  |  |        |        |
|  |                             | Argentina                    | 0                             |       |               |               |                         |                         |            |            |  |  |        |        |
|  | Nizozemsko                  | Argentina                    | 0                             | 2     |               |               |                         |                         |            |            |  |  |        |        |
|  | Nizozemsko                  | 5. července – Salvador       |                               | 2     |               |               |                         |                         |            |            |  |  |        |        |
|  | Mexiko                      | 1                            |                               |       |               |               |                         |                         |            |            |  |  |        |        |
|  | Mexiko                      | 1                            | Nizozemsko (pen.)             | 0 (4) |               |               |                         |                         |            |            |  |  |        |        |
|  | 29. června – Recife         |                              | Nizozemsko (pen.)             | 0 (4) |               |               |                         |                         |            |            |  |  |        |        |
|  |                             | Kostarika                    | 0 (3)                         |       |               |               |                         |                         |            |            |  |  |        |        |
|  | Kostarika (pen.)            | Kostarika                    | 0 (3)                         | 1 (5) |               |               |                         |                         |            |            |  |  |        |        |
|  | Kostarika (pen.)            |                              | 9. července – São Paulo       | 1 (5) |               |               |                         |                         |            |            |  |  |        |        |
|  | Řecko                       | 1 (3)                        |                               |       |               |               |                         |                         |            |            |  |  |        |        |
|  | Řecko                       | 1 (3)                        | Nizozemsko                    | 0 (2) |               |               |                         |                         |            |            |  |  |        |        |
|  | 1. července – São Paulo     |                              | Nizozemsko                    | 0 (2) |               |               |                         |                         |            |            |  |  |        |        |
|  |                             | Argentina (pen.)             | 0 (4)                         |       | O třetí místo | O třetí místo |                         |                         |            |            |  |  |        |        |
|  | Argentina (prod.)           | Argentina (pen.)             | 0 (4)                         | 1     | O třetí místo | O třetí místo |                         |                         |            |            |  |  |        |        |
|  | Argentina (prod.)           | 5. července – Brasília       | 5. července – Brasília        | 1     |               |               | 12. července – Brasília | 12. července – Brasília |            |            |  |  |        |        |
|  | Švýcarsko                   | 5. července – Brasília       | 5. července – Brasília        | 0     |               |               | 12. července – Brasília | 12. července – Brasília |            |            |  |  |        |        |
|  | Švýcarsko                   | Argentina                    | 1                             | 0     | Brazílie      | 0             |                         |                         |            |            |  |  |        |        |
|  | 1. července – Salvador      | Argentina                    | 1                             |       | Brazílie      | 0             |                         |                         |            |            |  |  |        |        |
|  |                             | Belgie                       | 0                             |       | Nizozemsko    | 3             |                         |                         |            |            |  |  |        |        |
|  | Belgie (prod.)              | Belgie                       | 0                             | 2     | Nizozemsko    | 3             |                         |                         |            |            |  |  |        |        |
|  | Belgie (prod.)              |                              |                               | 2     |               |               |                         |                         |            |            |  |  |        |        |
|  | USA                         | 1                            |                               |       |               |               |                         |                         |            |            |  |  |        |        |
|  | USA                         | 1                            |                               |       |               |               |                         |                         |            |            |  |  |        |        |

#### Osmifinále
| 28. června 2014 18:00 |            |             |                                                                       |
| Brazílie              | 1 : 1 (PP) | Chile       | Estádio Mineirão, Belo Horizonte diváci: 57 714 rozhodčí: Howard Webb |
| David Luiz 18'        | Zpráva     | Sánchez 32' | Estádio Mineirão, Belo Horizonte diváci: 57 714 rozhodčí: Howard Webb |

|                                        |       | Penaltový rozstřel                 |  |
| David Luiz Willian Marcelo Hulk Neymar | 3 : 2 | Pinilla Sánchez Aránguiz Díaz Jara |  |

| 28. června 2014 22:00 |        |         |                                                                            |
| Kolumbie              | 2 : 0  | Uruguay | Estádio do Maracanã, Rio de Janeiro diváci: 73 804 rozhodčí: Bjorn Kuipers |
| Rodríguez 28', 50'    | Zpráva |         | Estádio do Maracanã, Rio de Janeiro diváci: 73 804 rozhodčí: Bjorn Kuipers |

| 29. června 2014 18:00               |        |                |                                                                    |
| Nizozemsko                          | 2 : 1  | Mexiko         | Estádio Castelão, Fortaleza diváci: 58 817 rozhodčí: Pedro Proença |
| Sneijder 88' Huntelaar 90+4' (pen.) | Zpráva | dos Santos 48' | Estádio Castelão, Fortaleza diváci: 58 817 rozhodčí: Pedro Proença |

| 29. června 2014 22:00 |            |                       |                                                                |
| Kostarika             | 1 : 1 (PP) | Řecko                 | Arena Pernambuco, Recife diváci: 41 242 rozhodčí: Ben Williams |
| Ruiz 52'              | Zpráva     | Papastathopulos 90+1' | Arena Pernambuco, Recife diváci: 41 242 rozhodčí: Ben Williams |

|                                     |       | Penaltový rozstřel                         |  |
| Borges Ruiz González Campbell Umaña | 5 : 3 | Mitroglou Christodoulopoulos Holebas Gekas |  |

| 30. června 2014 18:00      |        |         |                                                                                |
| Francie                    | 2 : 0  | Nigérie | Estádio Nacional Mané Garrincha, Brasília diváci: 67 882 rozhodčí: Mark Geiger |
| Pogba 79' Yobo 90+2' (vl.) | Zpráva |         | Estádio Nacional Mané Garrincha, Brasília diváci: 67 882 rozhodčí: Mark Geiger |

| 30. června 2014 22:00  |            |              |                                                                       |
| Německo                | 2 : 1 (PP) | Alžírsko     | Estádio Beira-Rio, Porto Alegre diváci: 43 063 rozhodčí: Sandro Ricci |
| Schürrle 92' Özil 119' | Zpráva     | Džabú 120+1' | Estádio Beira-Rio, Porto Alegre diváci: 43 063 rozhodčí: Sandro Ricci |

| 1. července 2014 18:00 |            |           |                                                                       |
| Argentina              | 1 : 0 (PP) | Švýcarsko | Arena de São Paulo, São Paulo diváci: 63 255 rozhodčí: Jonas Eriksson |
| Di María 118'          | Zpráva     |           | Arena de São Paulo, São Paulo diváci: 63 255 rozhodčí: Jonas Eriksson |

| 1. července 2014 22:00    |            |            |                                                                     |
| Belgie                    | 2 : 1 (PP) | USA        | Arena Fonte Nova, Salvador diváci: 51 227 rozhodčí: Djamel Haimoudi |
| De Bruyne 93' Lukaku 105' | Zpráva     | Green 107' | Arena Fonte Nova, Salvador diváci: 51 227 rozhodčí: Djamel Haimoudi |

#### Čtvrtfinále
| 4. července 2014 18:00 |        |             |                                                                            |
| Francie                | 0 : 1  | Německo     | Estádio do Maracanã, Rio de Janeiro diváci: 74 240 rozhodčí: Néstor Pitana |
|                        | Report | Hummels 13' | Estádio do Maracanã, Rio de Janeiro diváci: 74 240 rozhodčí: Néstor Pitana |

| 4. července 2014 22:00 |        |                      |                                                                              |
| Brazílie               | 2 : 1  | Kolumbie             | Estádio Castelão, Fortaleza diváci: 60 342 rozhodčí: Carlos Velasco Carballo |
| Silva 7' Luiz 69'      | Zpráva | Rodríguez 80' (pen.) | Estádio Castelão, Fortaleza diváci: 60 342 rozhodčí: Carlos Velasco Carballo |

| 5. července 2014 18:00 |        |        |                                                                                   |
| Argentina              | 1 : 0  | Belgie | Estádio Nacional Mané Garrincha, Brasília diváci: 68 551 rozhodčí: Nicola Rizzoli |
| Higuaín 8'             | Zpráva |        | Estádio Nacional Mané Garrincha, Brasília diváci: 68 551 rozhodčí: Nicola Rizzoli |

| 5. července 2014 22:00 |            |           |                                                                    |
| Nizozemsko             | 0 : 0 (PP) | Kostarika | Arena Fonte Nova, Salvador diváci: 51 179 rozhodčí: Ravšan Irmatov |
|                        | Zpráva     |           | Arena Fonte Nova, Salvador diváci: 51 179 rozhodčí: Ravšan Irmatov |

|                                  |       | Penaltový rozstřel                 |  |
| Van Persie Robben Sneijder Kuijt | 4 : 3 | Borges Ruiz González Bolaños Umaña |  |

#### Semifinále
| 8. července 2014 22:00 |        |                                                                   |                                                                           |
| Brazílie               | 1 : 7  | Německo                                                           | Estádio Mineirão, Belo Horizonte diváci: 58 141 rozhodčí: Marco Rodríguez |
| Oscar 90'              | Zpráva | Müller 11' Klose 23' Kroos 24', 26' Khedira 29' Schürrle 69', 79' | Estádio Mineirão, Belo Horizonte diváci: 58 141 rozhodčí: Marco Rodríguez |

| 9. července 2014 22:00 |            |           |                                                                     |
| Nizozemsko             | 0 : 0 (PP) | Argentina | Arena de São Paulo, São Paulo diváci: 63 267 rozhodčí: Cüneyt Çakır |
|                        | Zpráva     |           | Arena de São Paulo, São Paulo diváci: 63 267 rozhodčí: Cüneyt Çakır |

|                             |       | Penaltový rozstřel           |  |
| Vlaar Robben Sneijder Kuijt | 2 : 4 | Messi Garay Agüero Rodríguez |  |

#### O 3. místo
| 12. července 2014 22:00 |        |                                                |                                                                                    |
| Brazílie                | 0 : 3  | Nizozemsko                                     | Estádio Nacional Mané Garrincha, Brasília diváci: 68 034 rozhodčí: Djamel Haimoudi |
|                         | Zpráva | Van Persie 3' (pen.) Blind 17' Wijnaldum 90+1' | Estádio Nacional Mané Garrincha, Brasília diváci: 68 034 rozhodčí: Djamel Haimoudi |

#### Finále
| 13. července 2014 21:00 |            |           |                                                                             |
| Německo                 | 1 : 0 (PP) | Argentina | Estádio do Maracanã, Rio de Janeiro diváci: 74 738 rozhodčí: Nicola Rizzoli |
| Mario Götze 113'        | Zpráva     |           | Estádio do Maracanã, Rio de Janeiro diváci: 74 738 rozhodčí: Nicola Rizzoli |

## Vítěz
| Mistrovství světa ve fotbale 2014 Německo (4. titul) |

## Statistiky a hodnocení hráčů

### Střelci
Přehled střelců šampionátu.
6 gólů
- James Rodríguez (Kolumbie)

5 gólů
- Thomas Müller (Německo)

4 góly
- Lionel Messi (Argentina)
- Neymar (Brazílie)[Pozn. 1]
- Robin van Persie (Nizozemsko)

3 góly
- Enner Valencia (Ekvádor)
- Karim Benzema (Francie)
- André Schürrle (Německo)
- Arjen Robben (Nizozemsko)
- Xherdan Shaqiri (Švýcarsko)

2 góly
- Abdal Múmin Džabú (Alžírsko)
- Islám Slimaní (Alžírsko)
- Tim Cahill (Austrálie)
- David Luiz (Brazílie)
- Oscar (Brazílie)
- André Ayew (Ghana)
- Asamoah Gyan (Ghana)
- Alexis Sánchez (Chile)
- Mario Mandžukić (Chorvatsko)
- Ivan Perišić (Chorvatsko)
- Jackson Martínez (Kolumbie)
- Bryan Ruiz (Kostarika)
- Mario Götze (Německo)
- Mats Hummels (Německo)
- Miroslav Klose (Německo)
- Toni Kroos (Německo)
- Ahmed Musa (Nigérie)
- Memphis Depay (Nizozemsko)
- Wilfried Bony (Pobřeží slonoviny)
- Gervinho (Pobřeží slonoviny)
- Clint Dempsey (Spojené státy)
- Luis Suárez (Uruguay)

1 gól
- Jasín Brahímí (Alžírsko)
- Sufján Fighúlí (Alžírsko)
- Rafík Hallíš (Alžírsko)
- Wayne Rooney (Anglie)
- Daniel Sturridge (Anglie)
- Gonzalo Higuaín (Argentina)
- Ángel Di María (Argentina)[Pozn. 2]
- Marcos Rojo (Argentina)
- Mile Jedinak (Austrálie)
- Kevin De Bruyne (Belgie)
- Marouane Fellaini (Belgie)
- Romelu Lukaku (Belgie)
- Dries Mertens (Belgie)
- Divock Origi (Belgie)
- Jan Vertonghen (Belgie)
- Edin Džeko (Bosna a Hercegovina)
- Vedad Ibišević (Bosna a Hercegovina)
- Miralem Pjanić (Bosna a Hercegovina)
- Avdija Vršajević (Bosna a Hercegovina)
- Fernandinho (Brazílie)
- Fred (Brazílie)
- Silva (Brazílie)
- Charles Aránguiz (Chile)
- Jean Beausejour (Chile)
- Jorge Valdivia (Chile)
- Eduardo Vargas (Chile)
- Ivica Olić (Chorvatsko)
- Olivier Giroud (Francie)
- Blaise Matuidi (Francie)
- Paul Pogba (Francie)
- Moussa Sissoko (Francie)
- Mathieu Valbuena (Francie)
- Carlos Costly (Honduras)
- Mario Balotelli (Itálie)
- Claudio Marchisio (Itálie)
- Rezá Ghúčanedžhád (Írán)
- Keisuke Honda (Japonsko)
- Šindži Okazaki (Japonsko)
- Ku Ča-čchol (Jižní Korea)
- Lee Kun-ho (Jižní Korea)
- Son Hung-min (Jižní Korea)
- Joël Matip (Kamerun)
- Pablo Armero (Kolumbie)
- Juan Guillermo Cuadrado (Kolumbie)
- Teófilo Gutiérrez (Kolumbie)
- Juan Fernando Quintero (Kolumbie)
- Joel Campbell (Kostarika)
- Óscar Duarte (Kostarika)
- Marco Ureña (Kostarika)
- Giovani dos Santos (Mexiko)
- Andrés Guardado (Mexiko)
- Hernández (Mexiko)
- Rafael Márquez (Mexiko)
- Oribe Peralta (Mexiko)
- Sami Khedira (Německo)
- Mesut Özil (Německo)
- Peter Odemwingie (Nigérie)
- Daley Blind (Nizozemsko)
- Stefan de Vrij (Nizozemsko)
- Leroy Fer (Nizozemsko)
- Klaas-Jan Huntelaar (Nizozemsko)
- Wesley Sneijder (Nizozemsko)
- Georginio Wijnaldum (Nizozemsko)
- Nani (Portugalsko)
- Silvestre Varela (Portugalsko)
- Cristiano Ronaldo (Portugalsko)
- Alexandr Keržakov (Rusko)
- Alexandr Kokorin (Rusko))
- Sokratis Papastathopulos (Řecko)
- Georgios Samaras (Řecko)
- Andreas Samaris (Řecko)
- John Anthony Brooks (Spojené státy)
- Julian Green (Spojené státy))
- Jermaine Jones (Spojené státy))
- Xabi Alonso (Španělsko)
- Juan Manuel Mata (Španělsko)
- Fernando Torres (Španělsko)
- David Villa (Španělsko)
- Blerim Džemaili (Švýcarsko)
- Admir Mehmedi (Švýcarsko)
- Haris Seferović (Švýcarsko)
- Granit Xhaka (Švýcarsko)
- Edinson Cavani (Uruguay)
- Diego Godín (Uruguay)

vlastní góly
- Sead Kolašinac (Bosna a Hercegovina; v zápase proti Argentině)
- Marcelo (Brazílie; v zápase proti Chorvatsku)
- John Boye (Ghana; v zápase proti Portugalsku)
- Noel Valladares (Honduras; v zápase proti Francii)
- Joseph Yobo (Nigérie; v zápase proti Francii)

### Asistence
Přehled asistentů šampionátu.
4 asistence
- Juan Guillermo Cuadrado (Kolumbie)
- Toni Kroos (Německo)

3 asistence
- Thomas Müller (Německo)

2 asistence
- Sufján Fighúlí (Alžírsko)
- Kevin De Bruyne (Belgie)
- Eduardo Vargas (Chile)
- Karim Benzema (Francie)
- James Rodríguez (Kolumbie)
- Daley Blind (Nizozemsko)

1 asistence
- Jasín Brahímí (Alžírsko)
- Abdal Múmin Džabú (Alžírsko)
- Islám Slimaní (Alžírsko)
- Wayne Rooney (Anglie)
- Gonzalo Higuaín (Argentina)
- Lionel Messi (Argentina)
- Miralem Pjanić (Bosna a Hercegovina)
- David Luiz (Brazílie)
- Neymar (Brazílie)
- Oscar (Brazílie)
- Silva (Brazílie)
- Olivier Giroud (Francie)
- Paul Pogba (Francie)
- Mathieu Valbuena (Francie)
- Asamoah Gyan (Ghana)
- Charles Aránguiz (Chile)
- Alexis Sánchez (Chile)
- Džavád Nekúnam (Írán)
- Keisuke Honda (Japonsko)
- Júto Nagatomo (Japonsko)
- Lee Kun-ho (Jižní Korea)
- Teófilo Gutiérrez (Kolumbie)
- Joel Campbell (Kostarika)
- Ivan Perišić (Kostarika)
- Rafael Márquez (Mexiko)
- Oribe Peralta (Mexiko)
- Sami Khedira (Německo)
- André Schürrle (Německo)
- Mesut Özil (Německo)
- Memphis Depay (Nizozemsko)
- Klaas-Jan Huntelaar (Nizozemsko)
- Arjen Robben (Nizozemsko)
- Wesley Sneijder (Nizozemsko)
- Gervinho (Pobřeží slonoviny)
- Cristiano Ronaldo (Portugalsko)
- Georgios Samaras (Řecko)
- Edinson Cavani (Uruguay)

### Ocenění
| Cena                  | Vítěz                                       | Nominováni                                                                                   |
| --------------------- | ------------------------------------------- | -------------------------------------------------------------------------------------------- |
| Zlatý míč             | Lionel Messi · Thomas Müller · Arjen Robben | Ángel Di María James Rodríguez Javier Mascherano Mats Hummels Neymar Philipp Lahm Toni Kroos |
| Zlatá kopačka         | James Rodríguez                             |                                                                                              |
| Zlatá rukavice        | Manuel Neuer                                | Keylor Navas Sergio Romero                                                                   |
| Nejlepší mladý hráč   | Paul Pogba                                  | Memphis Depay Raphaël Varane                                                                 |
| FIFA Fair Play trofej | Kolumbie                                    |                                                                                              |

### Vybrané statistiky
Vybrané statistiky dosud odehraných utkání.
- celkový počet gólů: 171
- průměrný počet gólů na zápas: 2,67
- počet zahraných / proměněných penalt (úspěšnost): 13 / 12 (92,31 %)
  - proměněné: Xabi Alonso, Karim Benzema, Edinson Cavani, Sufján Fighúlí, Klaas-Jan Huntelaar, Mile Jedinak, Thomas Müller, Neymar, Robin van Persie, James Rodríguez, Juan Cuadrado, Georgios Samaras
  - neproměněné: Karim Benzema
- dva góly v zápase: Karim Benzema, Toni Kroos, Mario Mandžukić, Jackson Martínez, Lionel Messi, Ahmed Musa, Neymar (2), Robin van Persie, Arjen Robben, James Rodríguez, André Schürrle, Luis Suárez, Enner Valencia
- hattrick v zápase: Thomas Müller, Xherdan Shaqiri
- nejvíce vstřelených gólů: Německo (18)
- nejméně vstřelených gólů: Honduras, Írán, Kamerun (1)
- nejvíce obdržených branek: Brazílie (14)
- nejméně obdržených branek: Kostarika (2)
- nejvíce vstřelených gólů v zápase: Brazílie–Německo 1:7
- nejvíce čistých kont brankářů: Jasper Cillessen, Sergio Romero (4)
- nejrychlejší gól po zahájení zápasu: 1. minuta (0:30 min), Clint Dempsey v utkání USA–Ghana
- nejzazší gól po zahájení zápasu (bez prodloužení): 95. minuta (90+5), Silvestre Varela v utkání Portugalsko–USA
- nejzazší gól po zahájení zápasu (s prodloužením): 121. minuta (120+1), Abdal Múmin Džabú v utkání Alžírsko–Německo
- nejkratší doba mezi dvěma góly vstřelenými jedním týmem v zápasu: 2 minuty (1:06 min), Olivier Giroud a Blaise Matuidi za Francii proti Švýcarsku
- nejstarší střelec gólu: Noel Valladares ve věku 37 let, 1 měsíce a 12 dní; vlastní gól za Honduras proti Francii[10]
- nejmladší střelec gólu: Divock Origi ve věku 19 let, 2 měsíců a 4 dní; gól za Belgii proti Rusku[10]
- první žlutá karta na turnaji: Neymar: Brazílie proti Chorvatsku
- první červená karta na turnaji: Maximiliano Pereira: Uruguay proti Kostarice
- celkový počet žlutých karet: 187
- průměr žlutých karet na zápas: 2,92
- celkový počet červených karet: 10
- průměr červených karet na zápas: 0,16
- nejvíce udělených karet v zápasu: Kostarika–Řecko (9, z toho 1 červená a 8 žlutých)

## Maskot
Oficiálním maskotem pro mistrovství světa ve fotbalu 2014 byl pásovec v barvách brazilské trikolóry, tedy v modré, zelené a žluté barvě. Tento druh je endemit v Brazílii a je zapsán do červený seznam IUCN. Pelé navrhl, aby se jmenoval Pelezinho, ale narazil na odpor mezinárodní federace FIFA. Nakonec jméno vybrali fanoušci a maskot se tak jmenoval Fuleco. Jeho jméno bylo odvozeno od slov Futebol ("fotbal") a ECOLOGIA ("ekologie").

## Technologie na brankovou čáru
FIFA na mistrovství světa 2014 poprvé použila technologie pro správné uznání branky. Jednalo o technologii Hawk-Eye (jestřábí oko) a GoalRef. 

## Míč
3. prosince 2013 byl představen nový oficiální míč šampionátu, který se jmenuje Brazuca. Název byl přijat 2. září 2013 na základě divácké ankety a vznikl složením výrazů Brazílie a bazuka. Míč byl vyroben ze 70 procent polyuretanu a 30 procent přírodní kůže, nenasákne vodou a jeho povrch byl pokryt drobnými výčnělky, které měly zajišťovat stabilitu v letu. Skládal se ze šesti bílých segmentů, klikaté švy v zelené, žluté a tmavomodré barvě měly symbolizovat meandry Amazonky. Obvod míče byl 69 cm a váha 437 gramů.

## Trenéři dle jednotlivých zemí
| Počet | Země                | Trenér                                                        |
| ----- | ------------------- | ------------------------------------------------------------- |
| 4     | Německo             | Joachim Löw (hlavní trenér reprezentace Německa)              |
| 4     | Německo             | Jürgen Klinsmann (hlavní trenér reprezentace USA)             |
| 4     | Německo             | Ottmar Hitzfeld (hlavní trenér reprezentace Švýcarska)        |
| 4     | Německo             | Volker Finke (hlavní trenér reprezentace Kamerunu)            |
| 3     | Argentina           | Alejandro Sabella (hlavní trenér reprezentace Argentiny)      |
| 3     | Argentina           | José Pékerman (hlavní trenér reprezentace Kolumbie)           |
| 3     | Argentina           | Jorge Sampaoli (hlavní trenér reprezentace Chile)             |
| 3     | Itálie              | Alberto Zaccheroni (hlavní trenér reprezentace Japonska)      |
| 3     | Itálie              | Cesare Prandelli (hlavní trenér reprezentace Itálie)          |
| 3     | Itálie              | Fabio Capello (hlavní trenér reprezentace Ruska)              |
| 3     | Kolumbie            | Jorge Luis Pinto (hlavní trenér reprezentace Kostariky)       |
| 3     | Kolumbie            | Reinaldo Rueda (hlavní trenér reprezentace Ekvádoru)          |
| 3     | Kolumbie            | Luis Fernando Suárez (hlavní trenér reprezentace Hondurasu)   |
| 3     | Portugalsko         | Carlos Queiroz (hlavní trenér reprezentace Íránu)             |
| 3     | Portugalsko         | Fernando Santos (hlavní trenér reprezentace Řecka)            |
| 3     | Portugalsko         | Paulo Bento (hlavní trenér reprezentace Portugalska)          |
| 2     | Bosna a Hercegovina | Safet Sušić (hlavní trenér reprezentace Bosny a Hercegoviny)  |
| 2     | Bosna a Hercegovina | Vahid Halilhodžić (hlavní trenér reprezentace Alžírska)       |
| 2     | Francie             | Didier Deschamps (hlavní trenér reprezentace Francie)         |
| 2     | Francie             | Sabri Lamouchi (hlavní trenér reprezentace Pobřeží slonoviny) |
| 1     | Anglie              | Roy Hodgson (hlavní trenér reprezentace Anglie)               |
| 1     | Belgie              | Marc Wilmots (hlavní trenér reprezentace Belgie)              |
| 1     | Brazílie            | Luiz Felipe Scolari (hlavní trenér reprezentace Brazílie)     |
| 1     | Ghana               | James Kwesi Appiah (hlavní trenér reprezentace Ghany)         |
| 1     | Chorvatsko          | Niko Kovač (hlavní trenér reprezentace Chorvatska)            |
| 1     | Jižní Korea         | Hong Mjong-po (hlavní trenér reprezentace Jižní Korey)        |
| 1     | Mexiko              | Miguel Herrera (hlavní trenér reprezentace Mexika)            |
| 1     | Nigérie             | Stephen Keshi (hlavní trenér reprezentace Nigérie)            |
| 1     | Nizozemsko          | Louis van Gaal (hlavní trenér reprezentace Nizozemska)        |
| 1     | Řecko               | Ange Postecoglou (hlavní trenér reprezentace Austrálie)       |
| 1     | Španělsko           | Vicente del Bosque (hlavní trenér reprezentace Španělska)     |
| 1     | Uruguay             | Óscar Tabárez (hlavní trenér reprezentace Uruguaye)           |

## Kritika a kontroverze

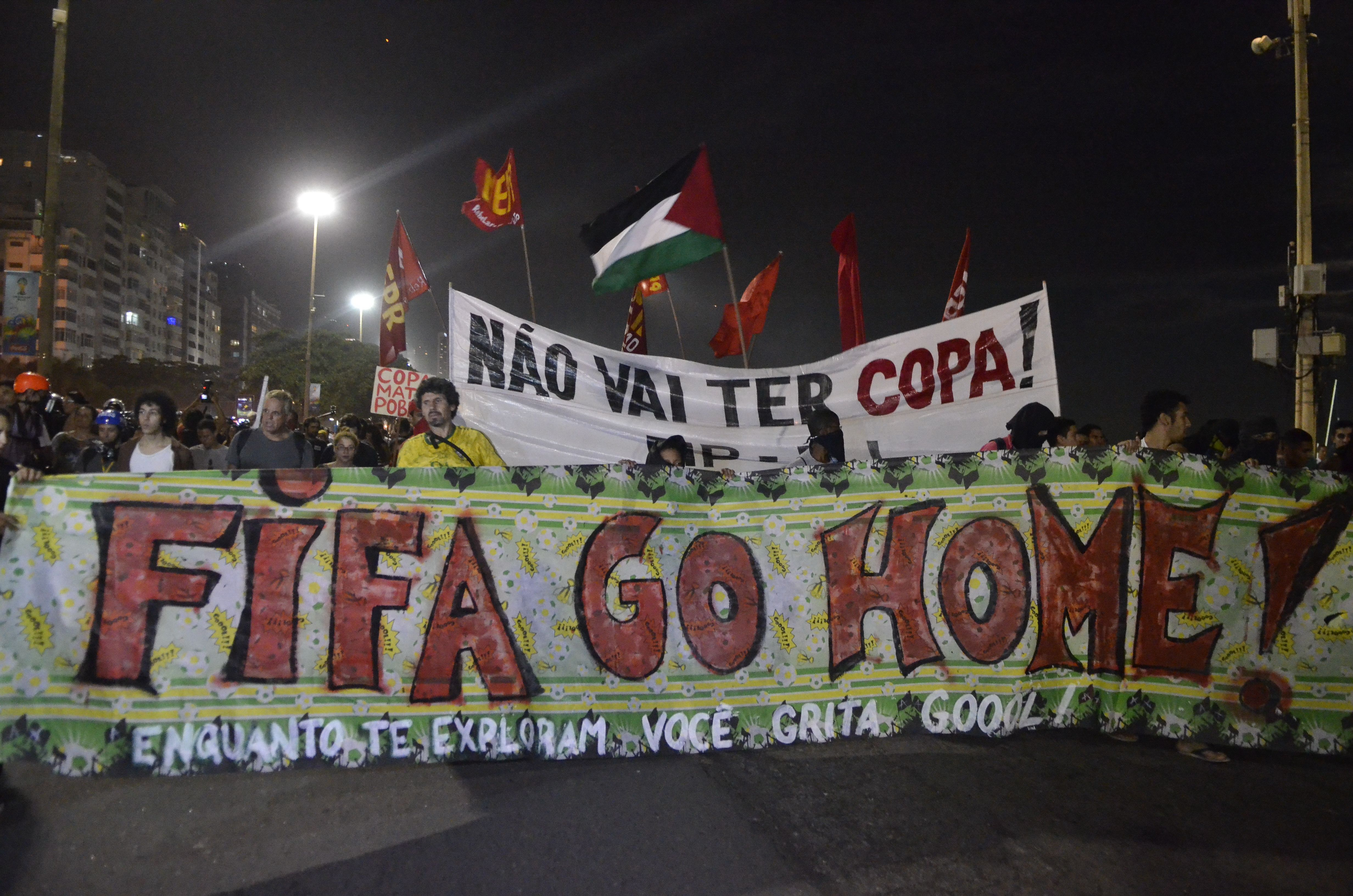
Protesty proti mistrovství v roce 2014

Světový pohár FIFA v roce 2014 byl předmětem různých kontroverzí, včetně demonstrací, z nichž se většina konala ještě před zahájením turnaje. Demonstranti byli nespokojeni s objemem veřejných prostředků vynaložených na turnaj, který stál 14 miliard dolarů. Demonstranti a policisté se střetli téměř ve všech městech, které hostily mistrovství. V prvním týdnu mistrovství se událo více než 20 protestů v různých městech a zatčeno bylo 180 lidí.
Během zahajovací hry byly zraněné dvě reportérky CNN, zasažené byly do zápěstí a do ruky slznou bombou během přenosu, při kterém na jejich používání při demonstracích upozorňovaly. Brazilská prezidentka Dilma Rousseffová a prezident FIFA Sepp Blatter byli hlasitě vypískaní, když přednášeli své projevy na zahájení turnaje.
Kromě toho se vyskytly problémy s bezpečností, včetně osmi úmrtí dělníků a požáru během výstavby Arena Pantanal, trhlin v konstrukci stadionů, nestabilního provizorního schodiště na stadionu Maracanã. Jeden člověk zemřel po zhroucení monorailu v Sao Paulo a dva lidé po zhroucení mostu postaveného pro mistrovství na autobus a auta v Belo Horizonte. Kritizován byl také způsob, jakým se během zápasů zacházelo se zraněním hlavy. Uruguayský obránce Álvaro Pereira utržel ránu do hlavy a byl v bezvědomí, lékař ho ale navrátil do zápasu. Ve finále turnaje německý záložník Christoph Kramer dostal úder do hlavy, vrátil se do zápasu, ale byl dezorientovaný a zmatený a v 31. minutě zkolaboval.
Brazílie byla v roce 2015 na pokraji největší ekonomické recese v historii, což vyvolávalo otázky o tom, zda byla země dostatečně ekonomicky připravena pro mistrovství světa ve fotbale a dva roky poté na letní olympijské hry.

## Galerie

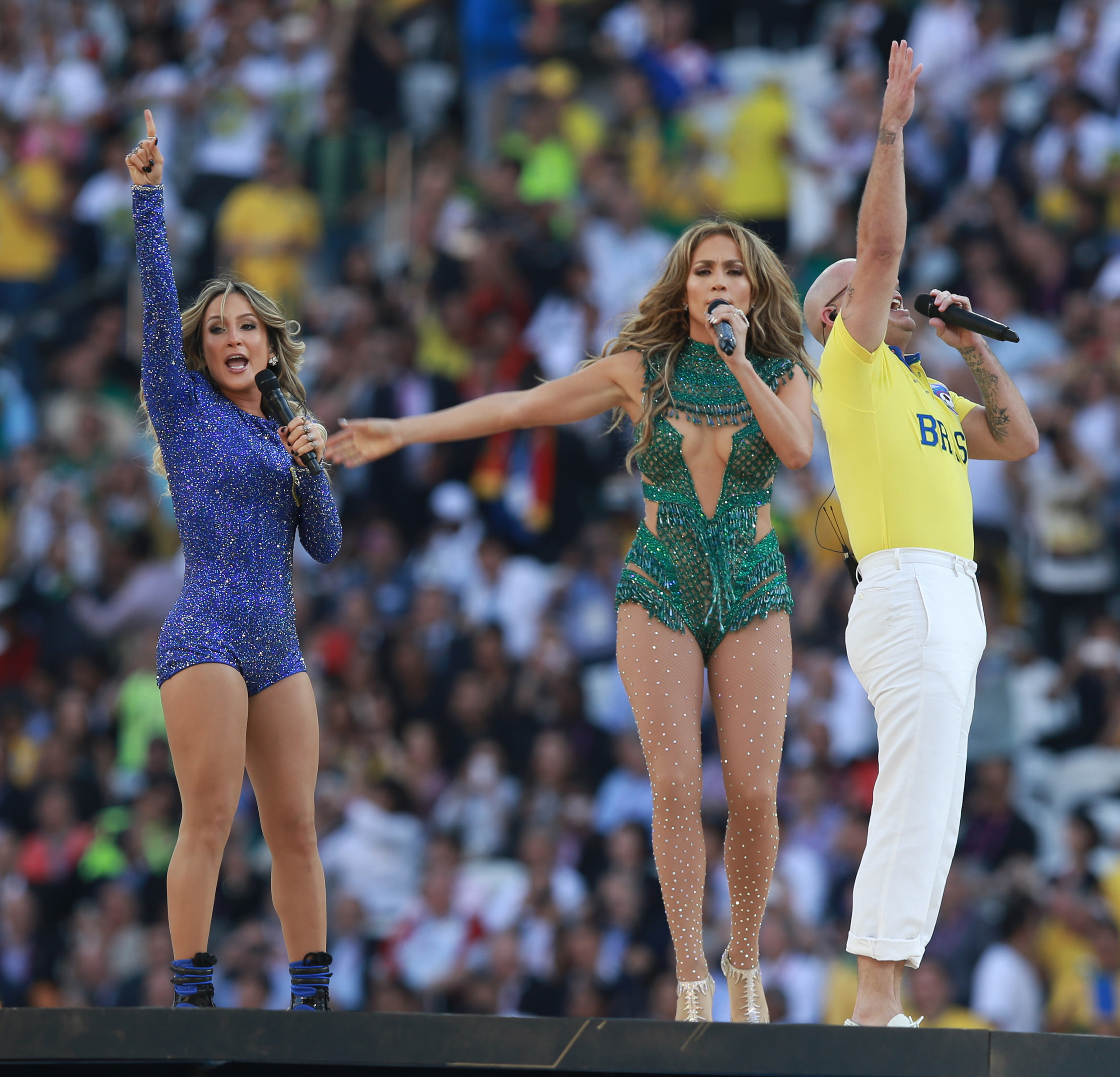
Cláudia Leitte, Jennifer Lopez a Pitbull na zahajovacím cremoniálu
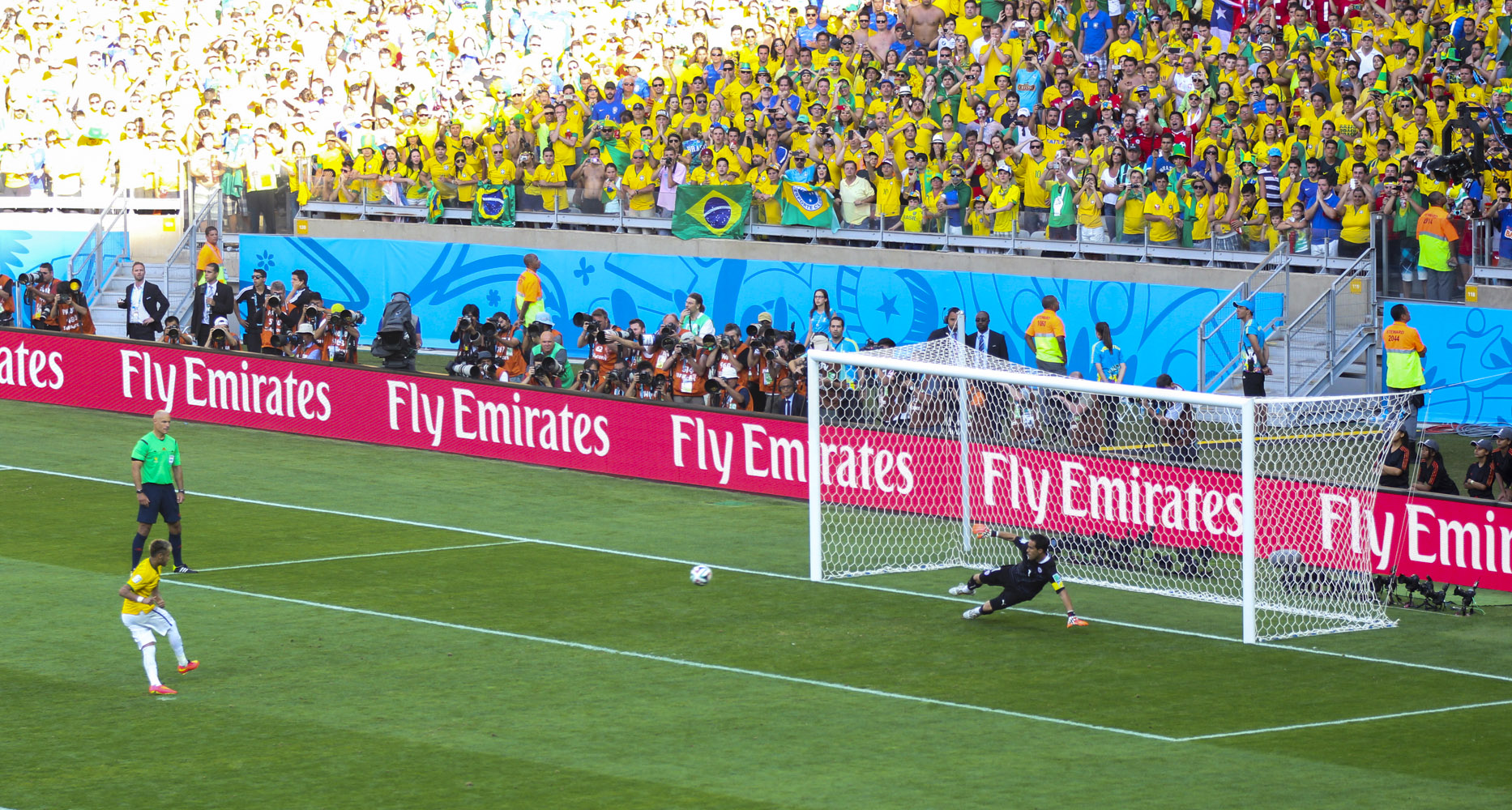
Neymarova penalta v osmifinále proti Chile
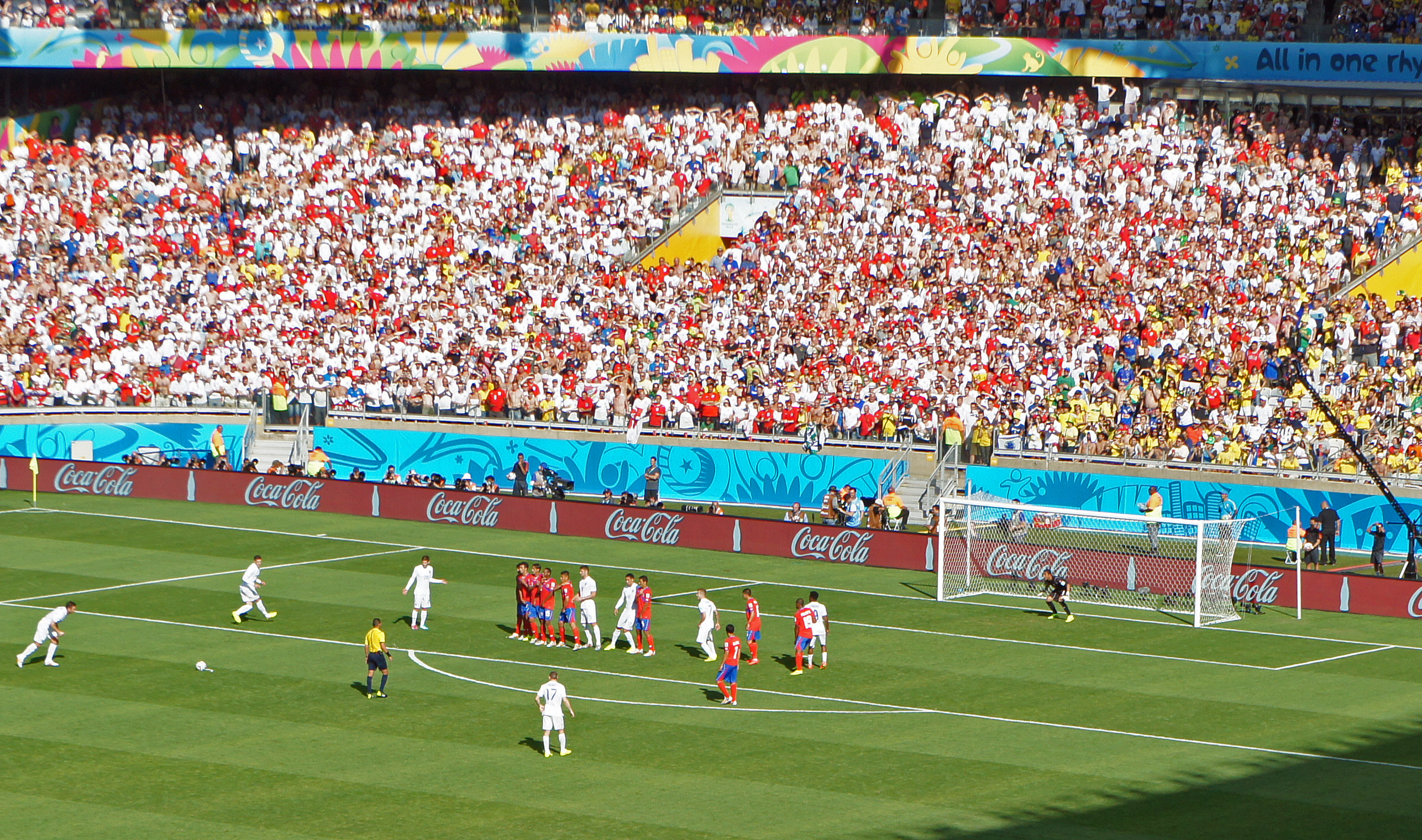
Kostarika–Anglie, 0:0
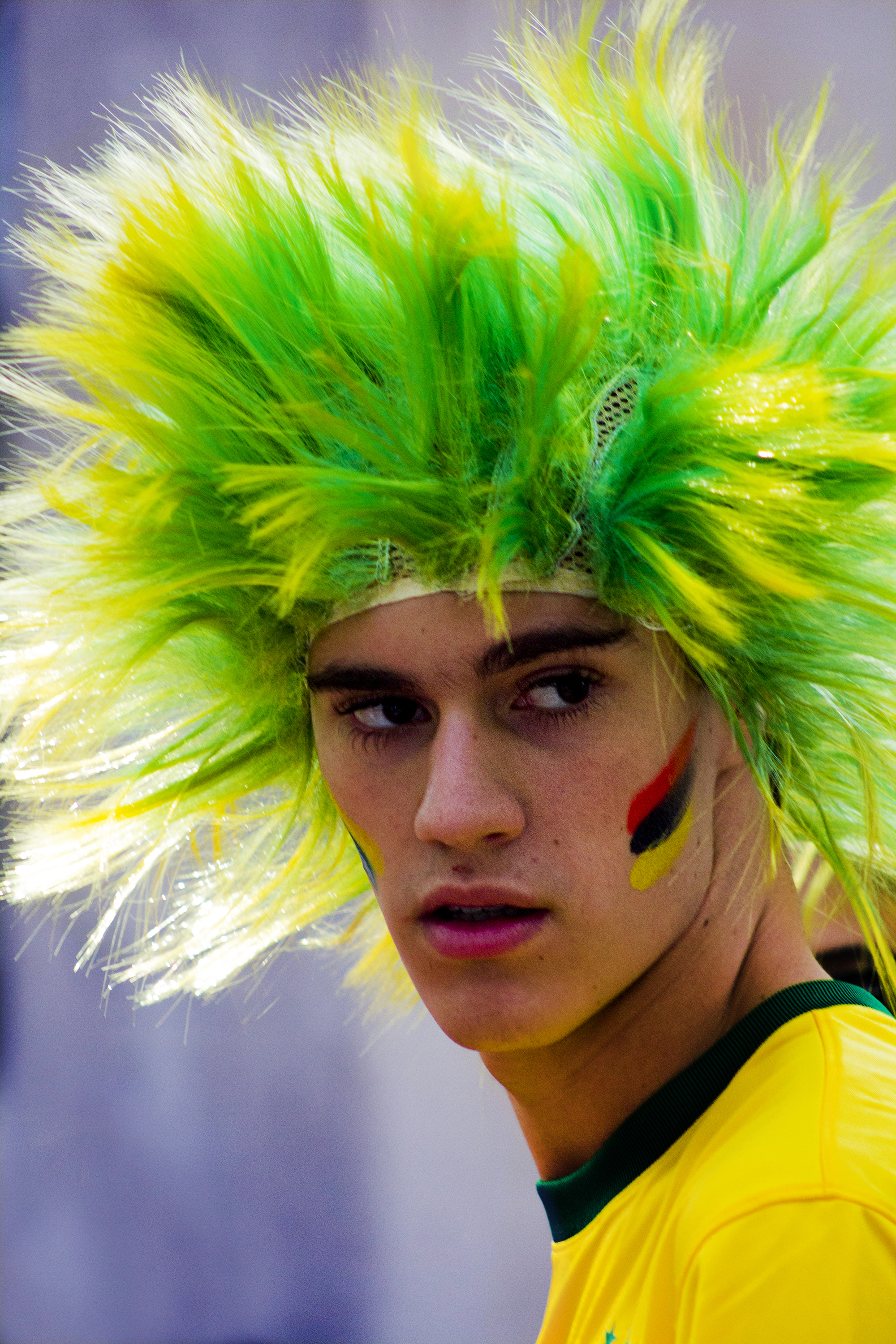
Fanoušek při zápasu Belgie s Alžírskem
Animace volného kopu Ekvádorce Arroya proti švýcarské zdi
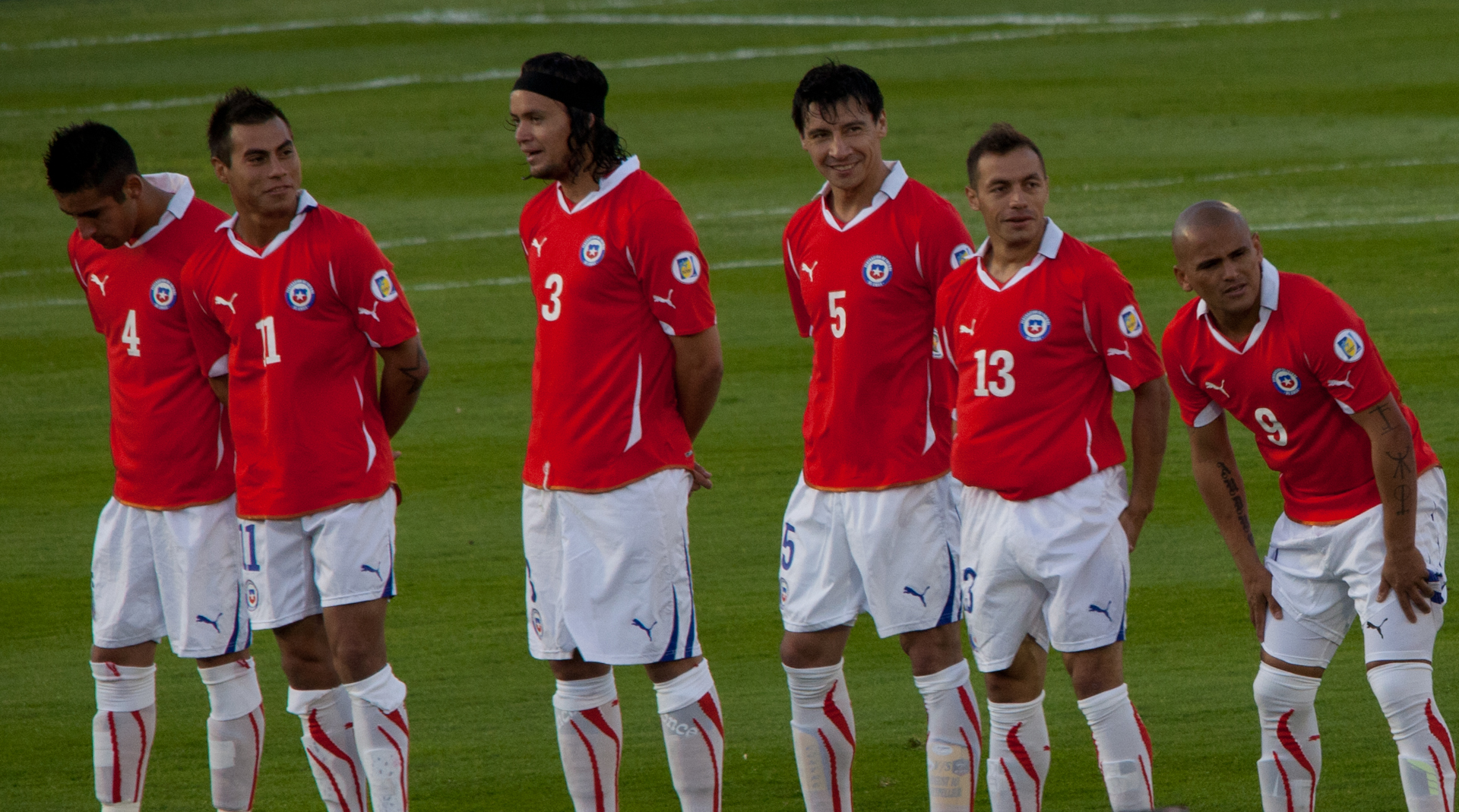
Chilští fotbalisté při nástupu na stadion
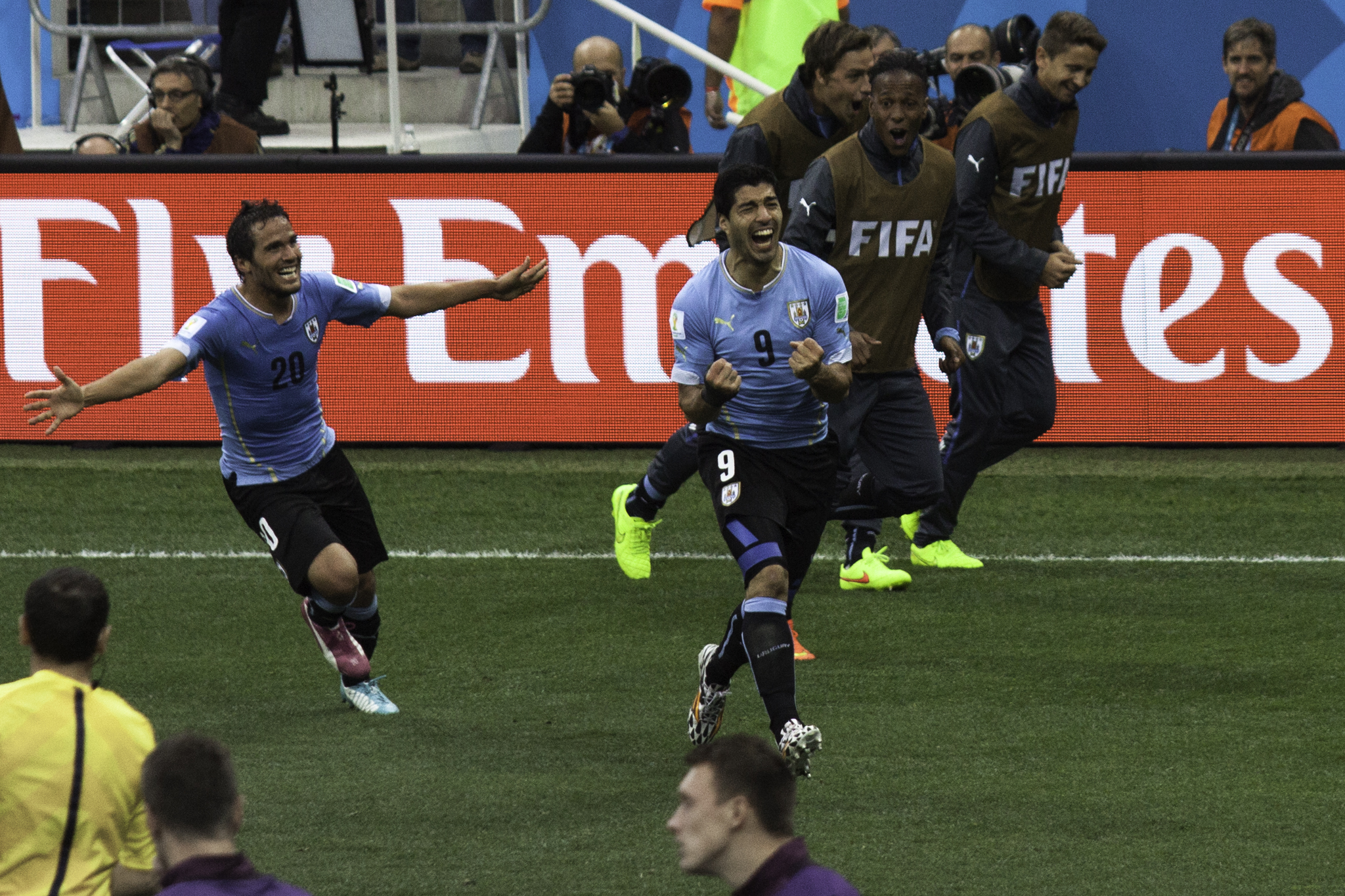
Uruguayský útočník Luis Suárez slaví gól v zápase proti Anglii
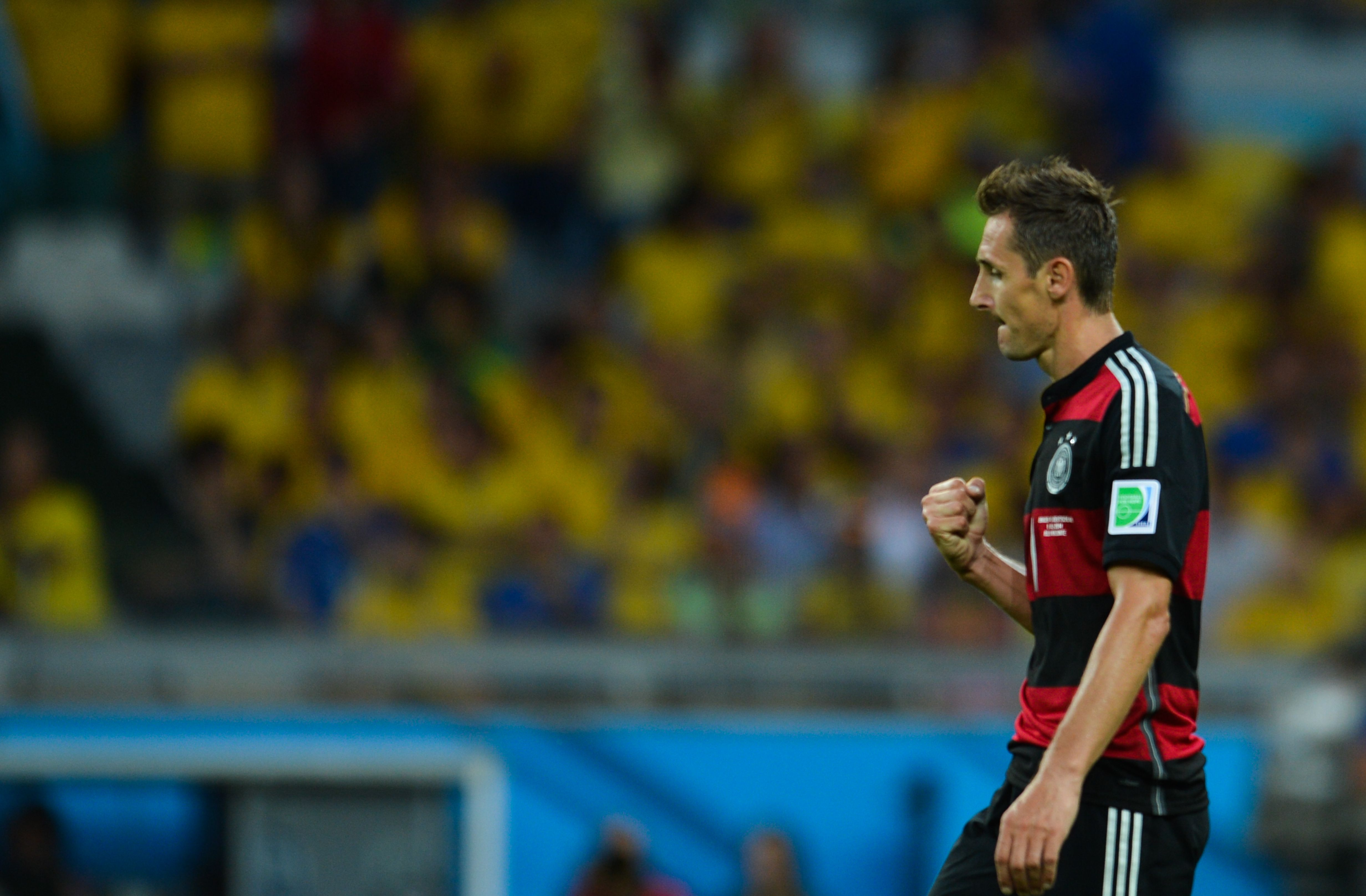
Německý útočník Miroslav Klose se raduje ze své 16. branky na mistrovství světa v semifinálovém zápase proti Brazílii
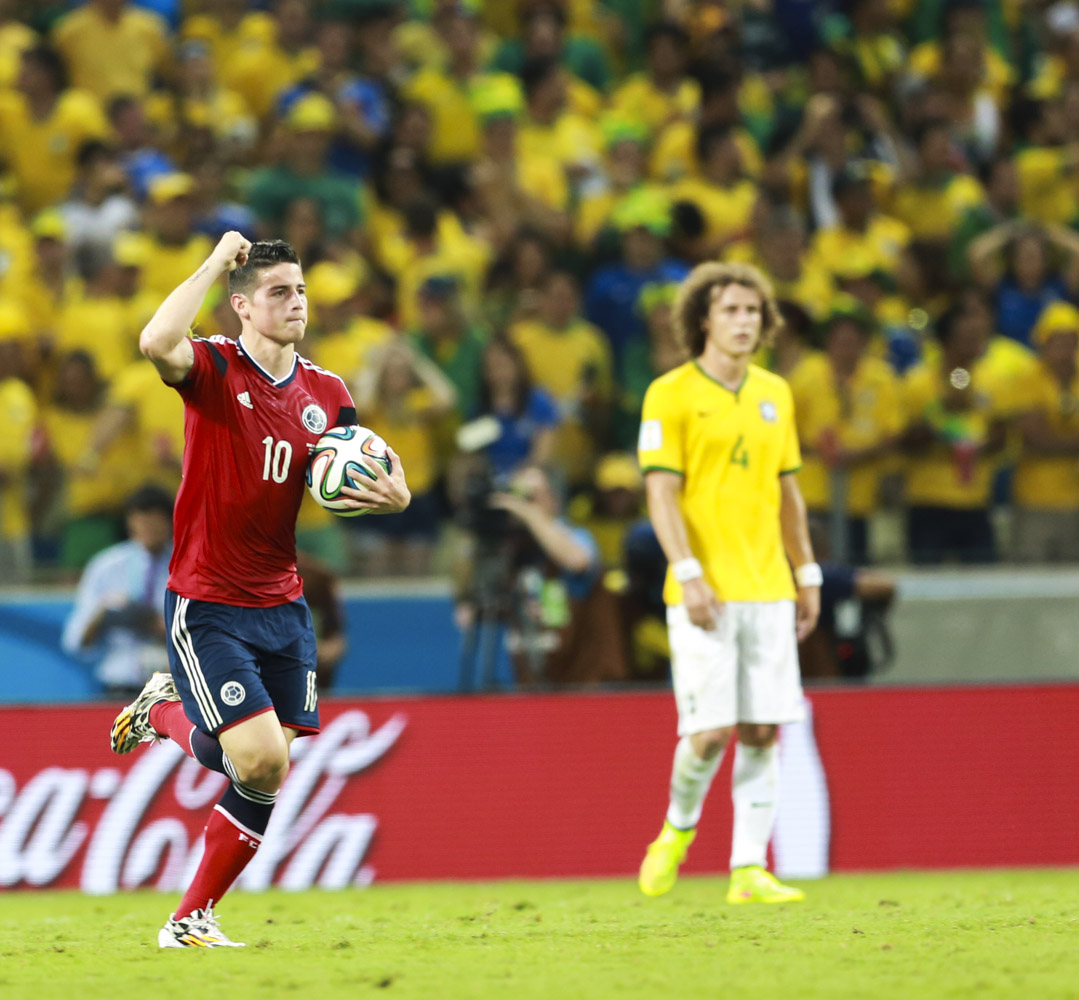
Kolumbijský záložník James Rodríguez po proměněné penaltě v zápase proti Brazílii
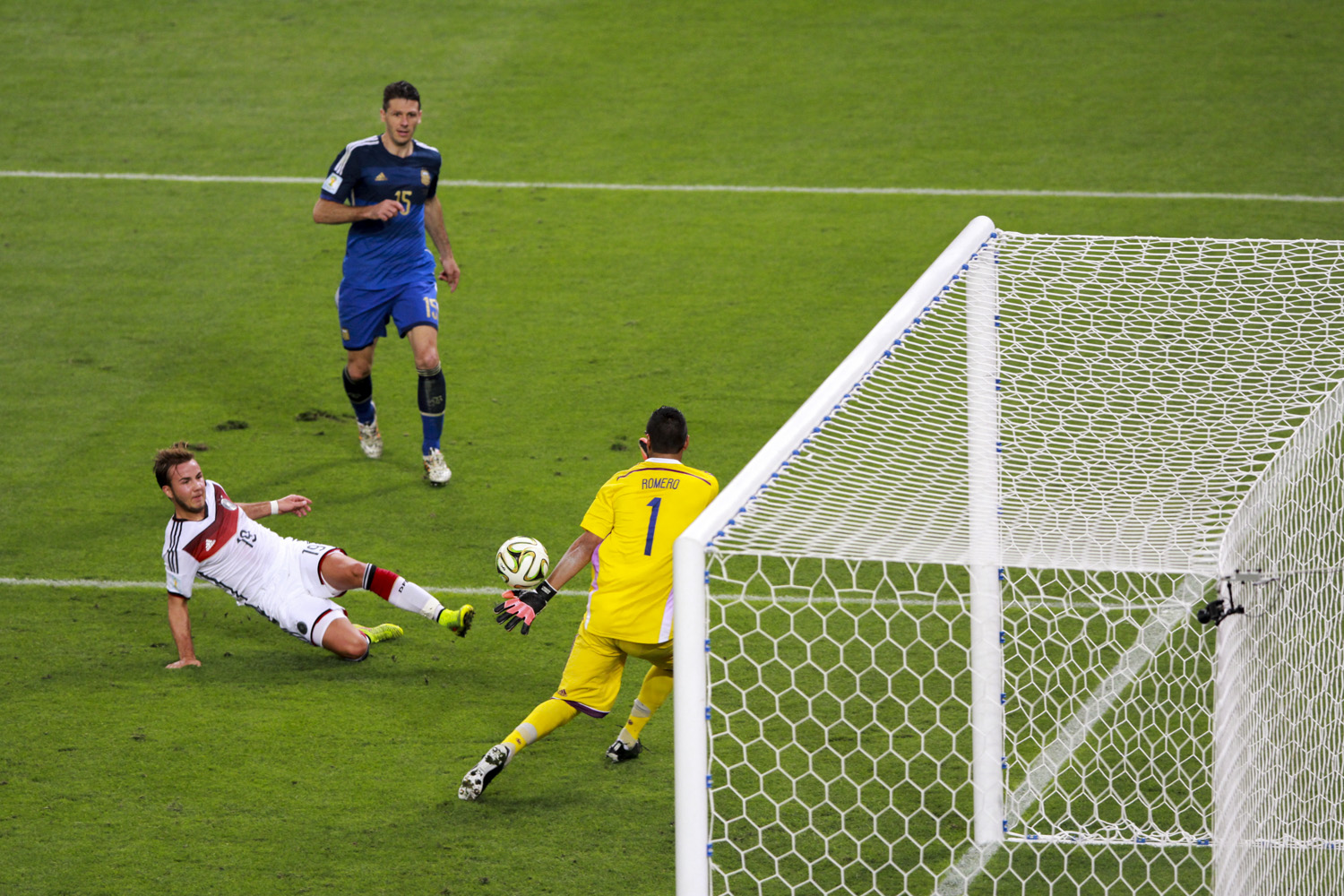
Vítězná branka Maria Götzeho ve finálovém zápase s Argentinou
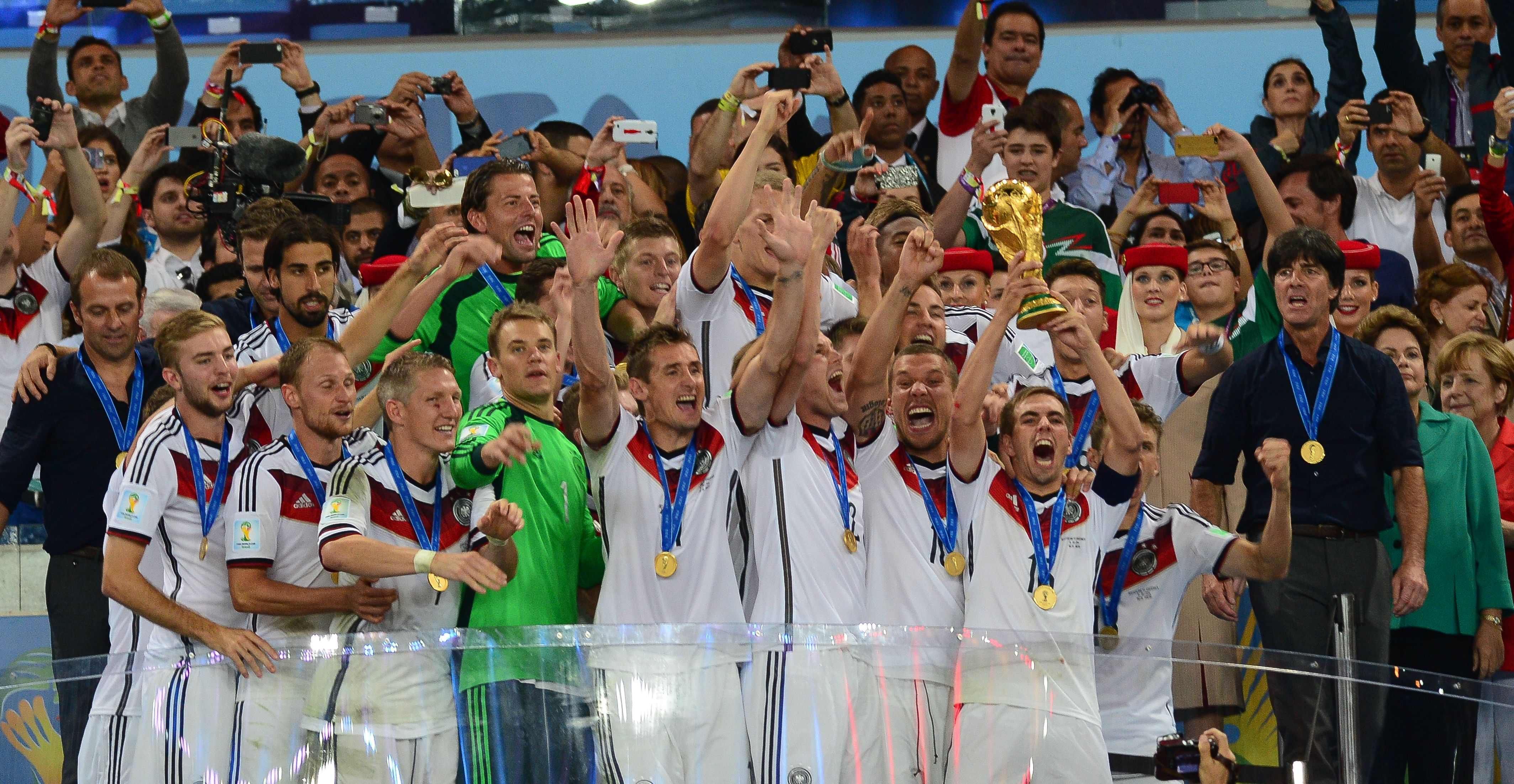
Německý tým oslavuje zisk titulu